# 兜

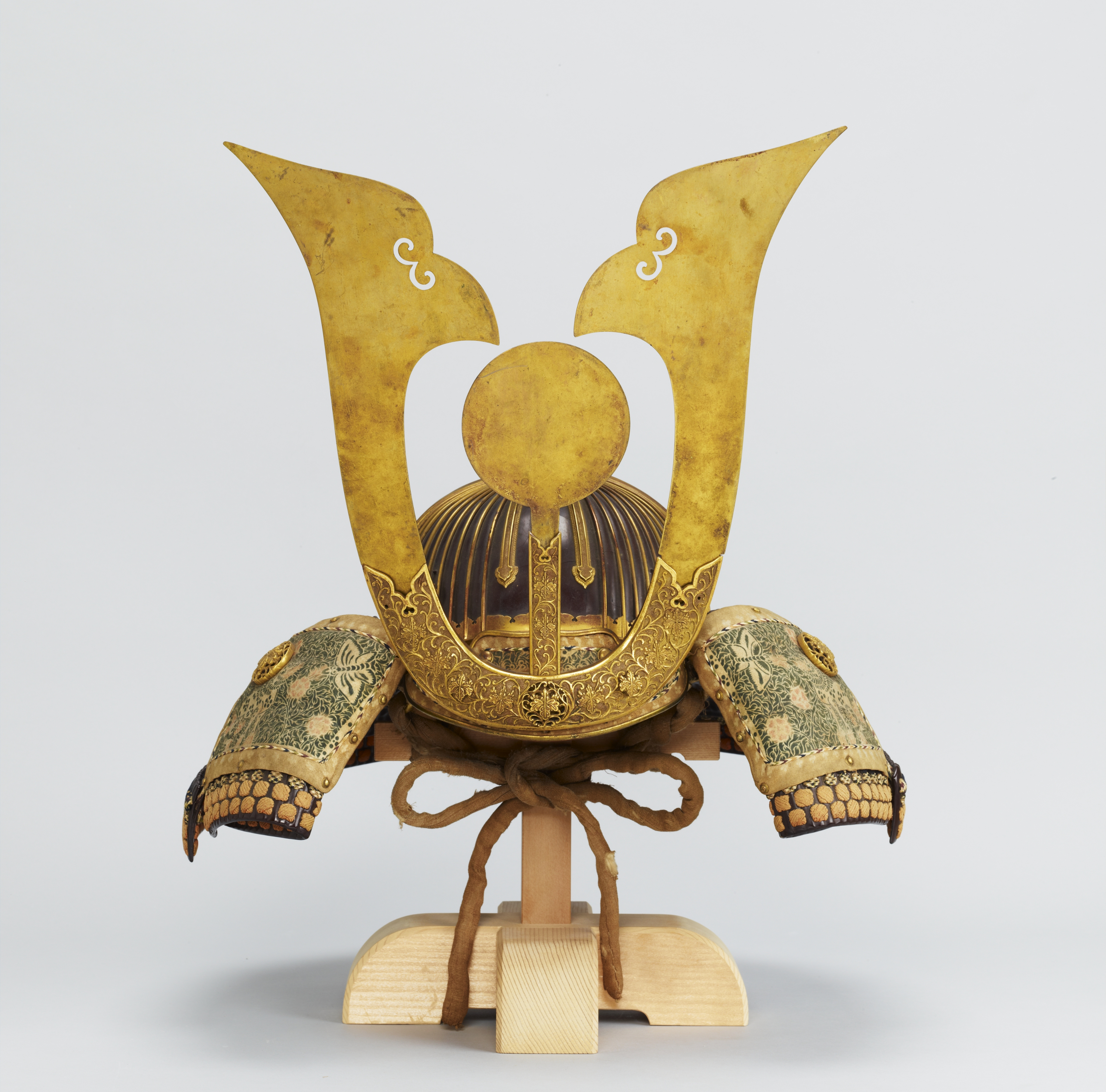
中世日本の胴丸の兜。室町時代・15世紀・重要文化財

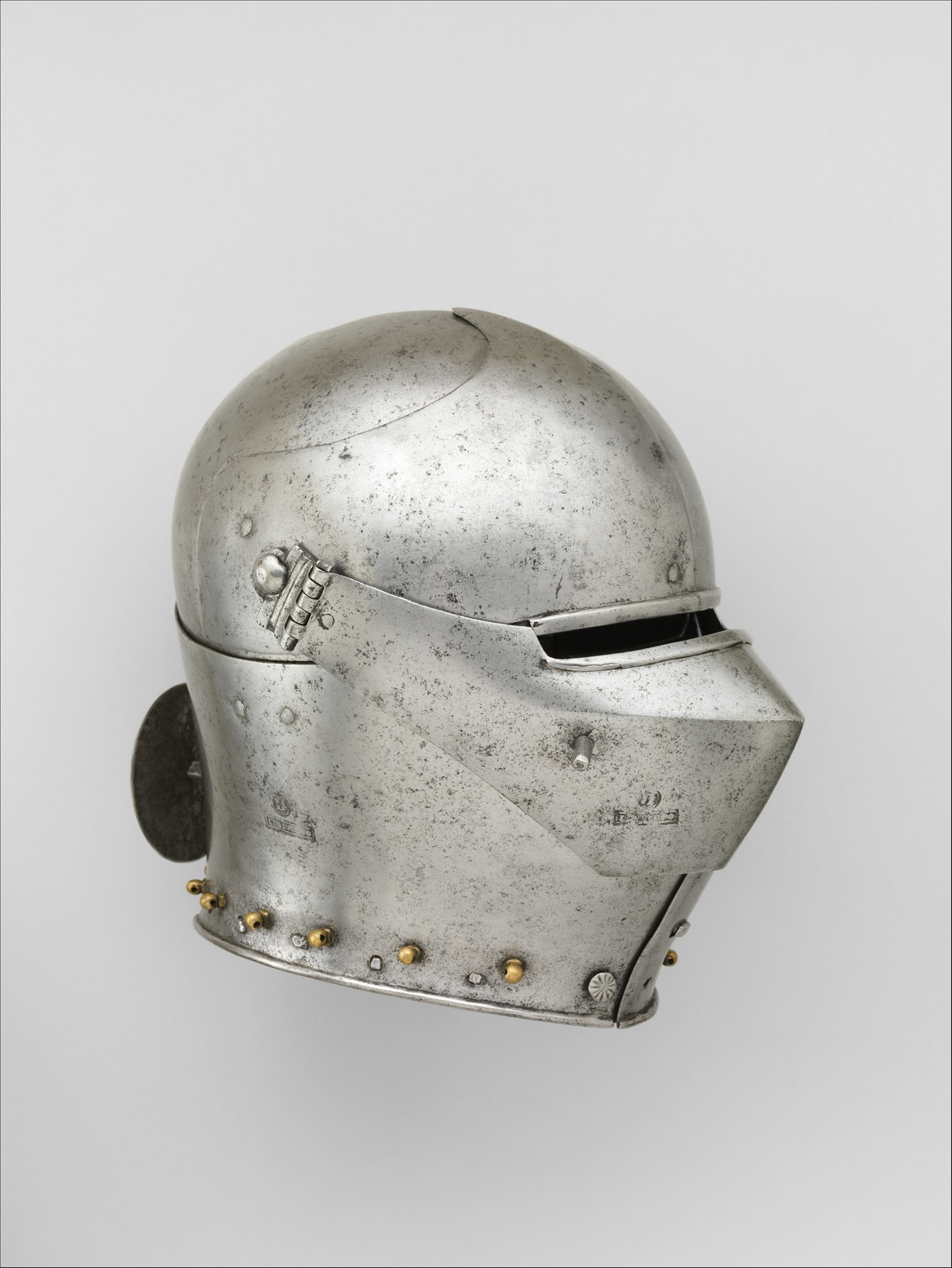
アーメット（1440年頃）

兜（かぶと、冑）は、打撃・斬撃や飛来・落下物などから頭部を守るための防具。

本項目では、古代から近世にかけてに戦争に用いられた頭部防具のことを指す。

## 概要
鎧（甲、よろい）や他の具足とセットで用いられ、あわせて「甲冑」とも呼ばれる。元来、『甲』は鎧を、『冑』は兜をそれぞれ表していたが後に混同され、甲が兜の意で用いられる事もある。なお、兜、冑ともに漢語由来の字であるが、現代中国語では頭盔の字が使われる（突盔形兜の「盔」である）。
特に中世日本の兜のように、防具としての役割以外に、着用者に威厳を持たせる役割を担うこともある。

## 起源

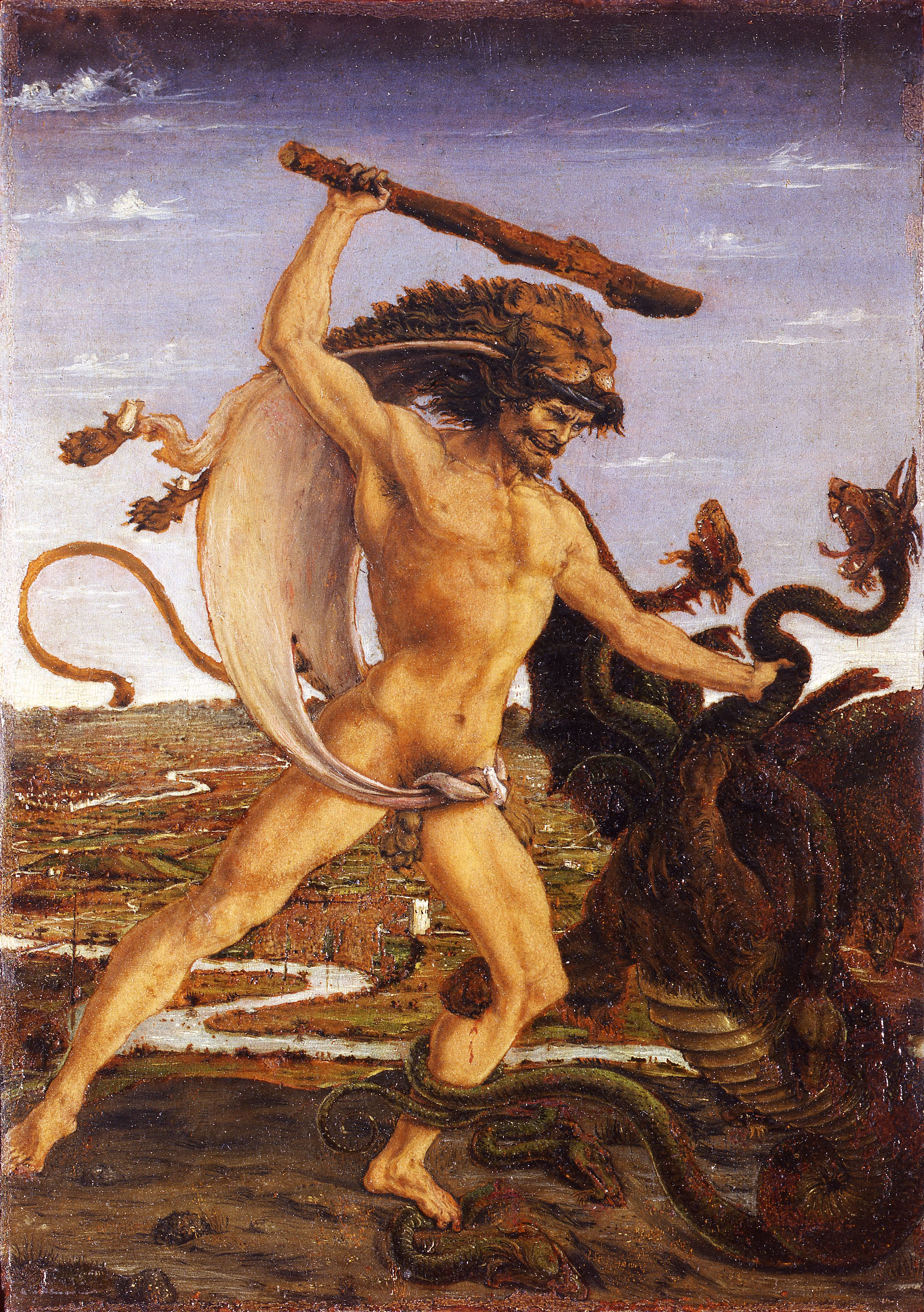
ヘラクレス肖像画

人類が戦いをはじめたときから現代の戦闘においても、最も狙われやすく、危険な部位は頭部である。兜がいつの時代から使われ始めたのか定かではないが、ギリシア神話のヘラクレスがネメアの獅子を退治した後、その毛皮を被って防具としたと言われるように、初期の兜は動物の毛皮などをまとったものであったのだろう。その後パッドを入れた頭巾などが使用されるようになり、加工技術と鎧の変化に合わせて 形状も変化して行った。
河南省安陽県からは、鋳型を用いて鋳造されたと思われる商代後期の青銅の兜が出土している。頭頂部からは細い筒が立てられていて、羽毛か何かを飾るための物であるとされている。

## 日本の兜

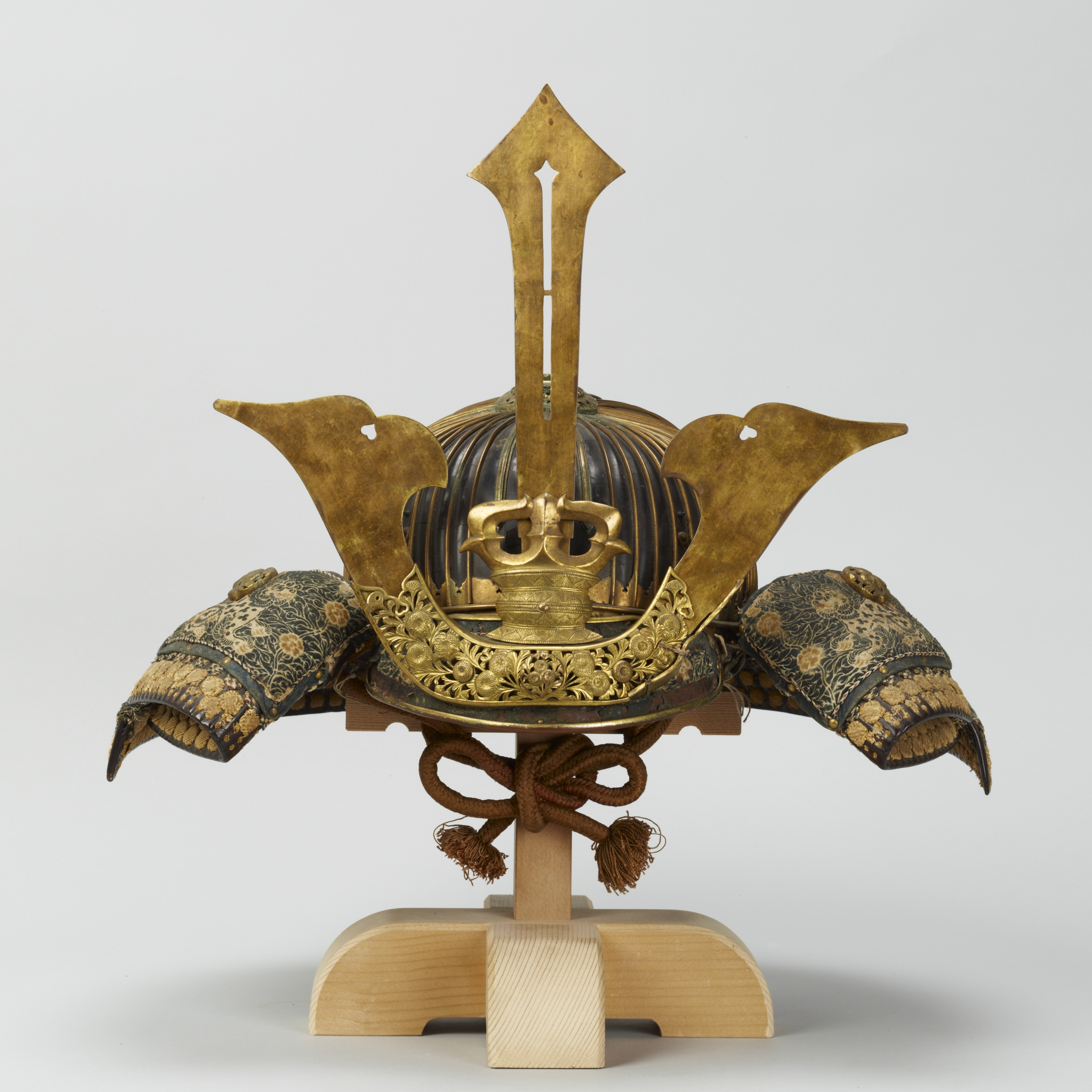
重要文化財 黒韋肩妻取威胴丸の兜、室町時代・15世紀（東京国立博物館蔵）
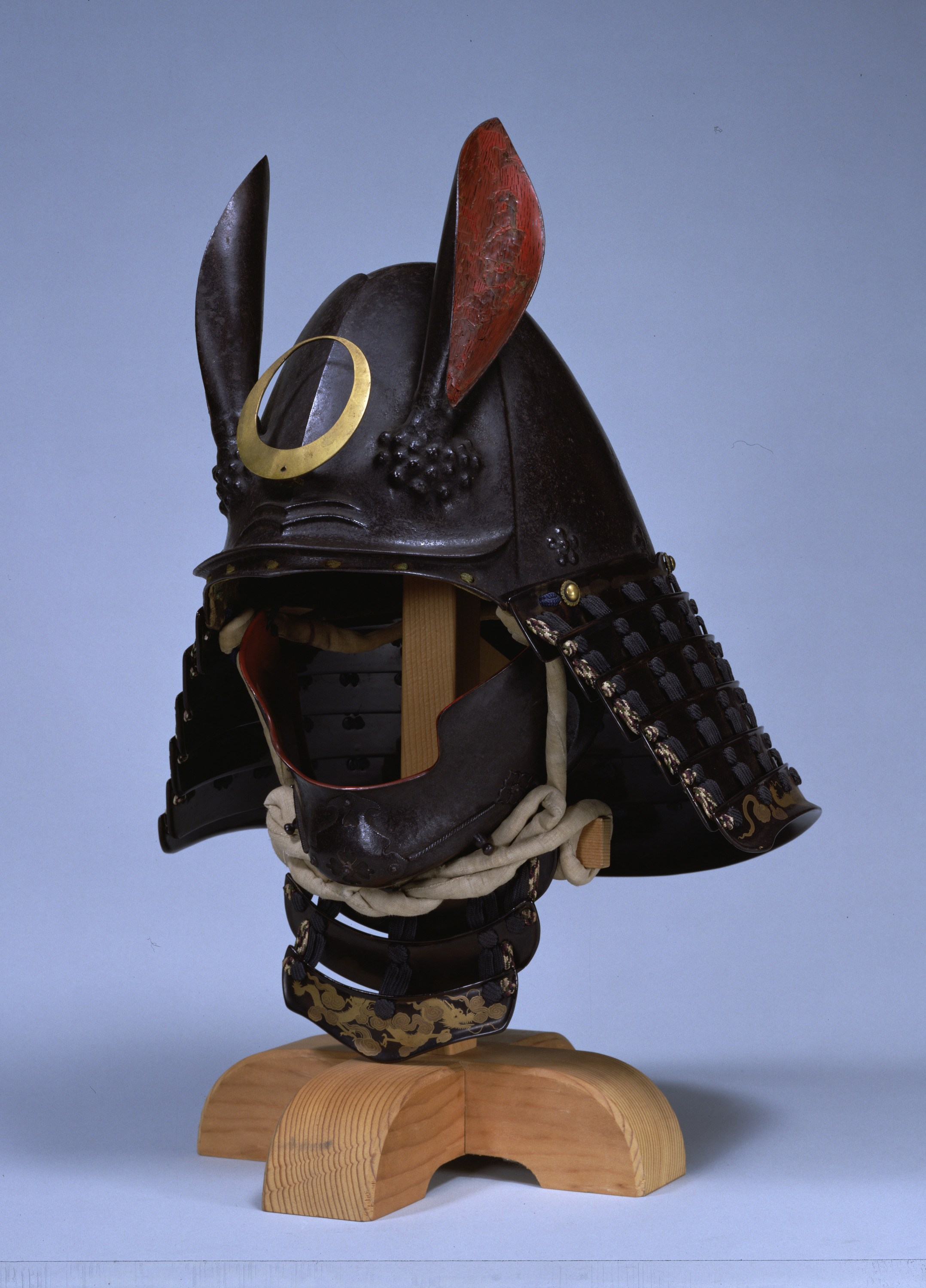
南蛮胴具足の兜、安土桃山時代 - 江戸時代・16 - 17世紀（東京国立博物館蔵）
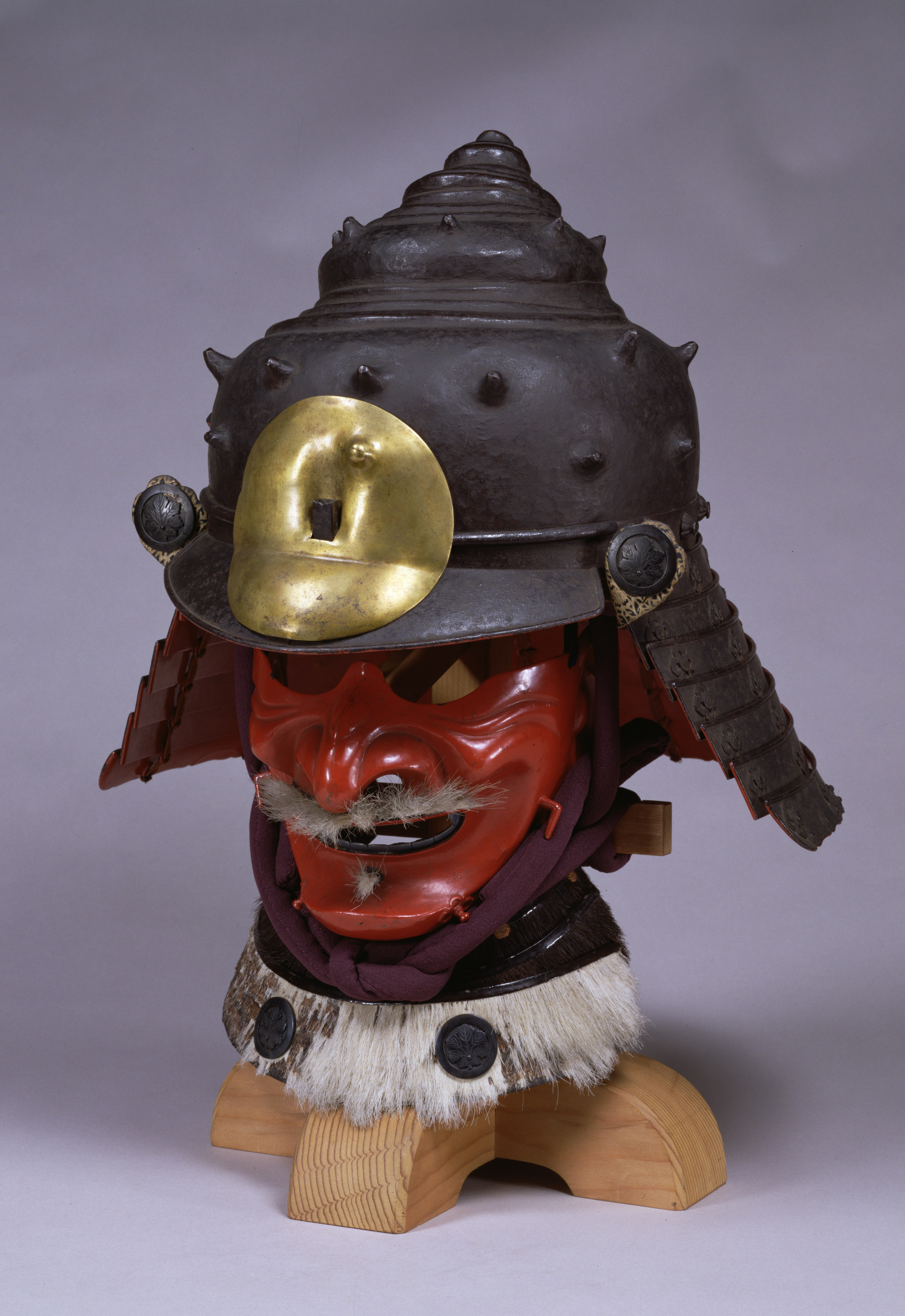
白糸威二枚胴具足の兜、江戸時代・17世紀（東京国立博物館蔵）
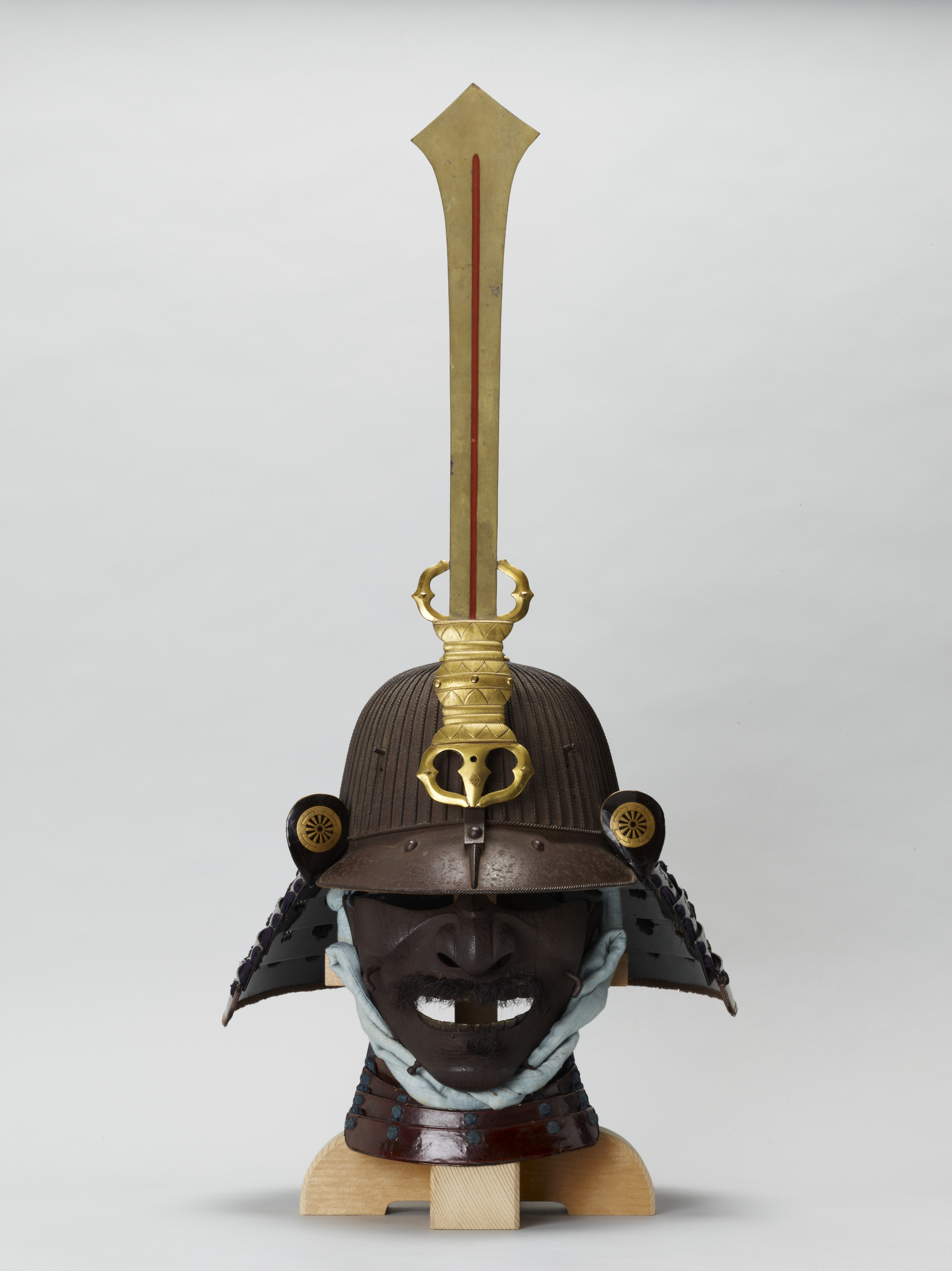
重要文化財 黒糸威二枚胴具足の兜、江戸時代・17世紀（東京国立博物館蔵）
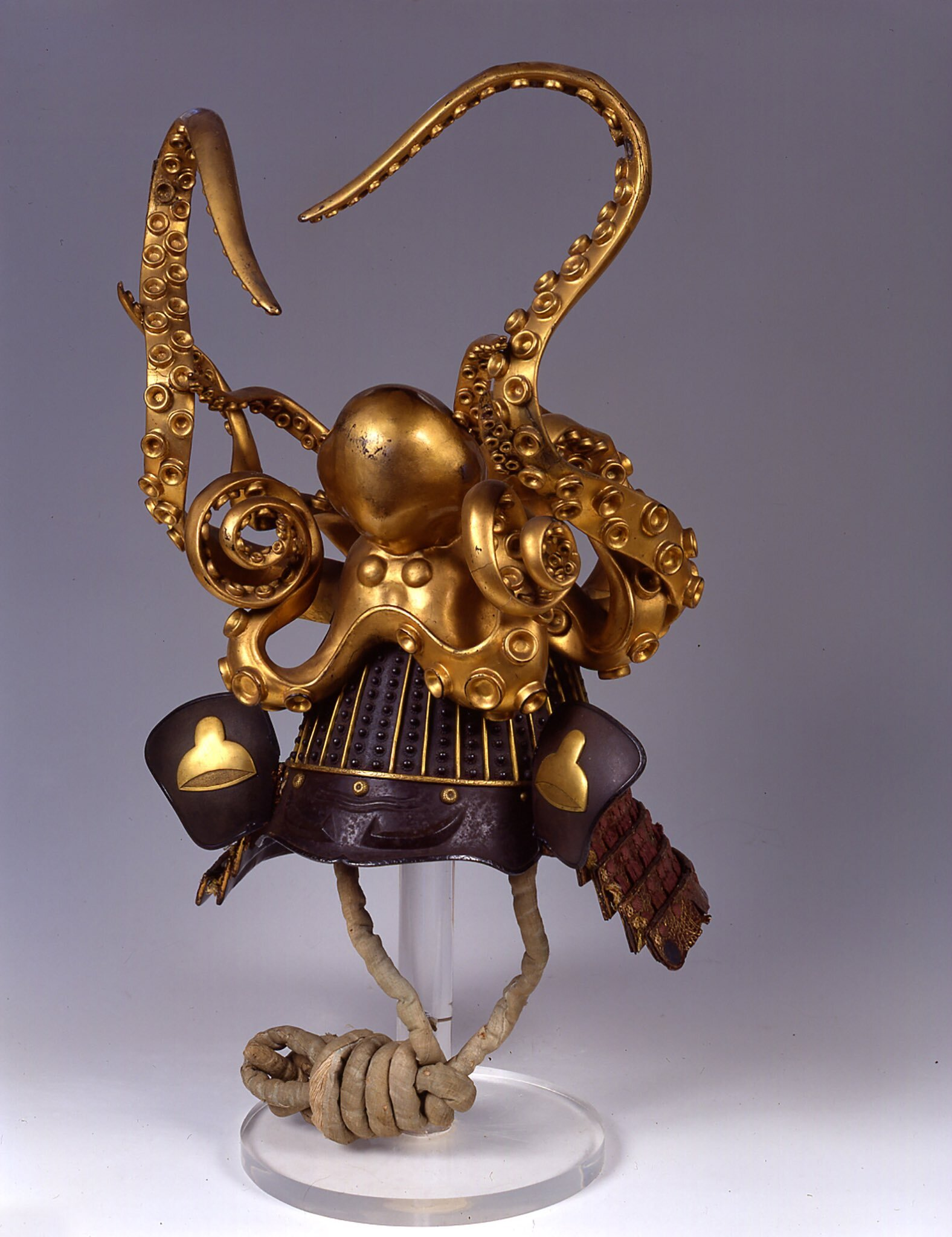
蛸を模した変わり兜、江戸時代・18世紀（Stibbert Museum蔵）
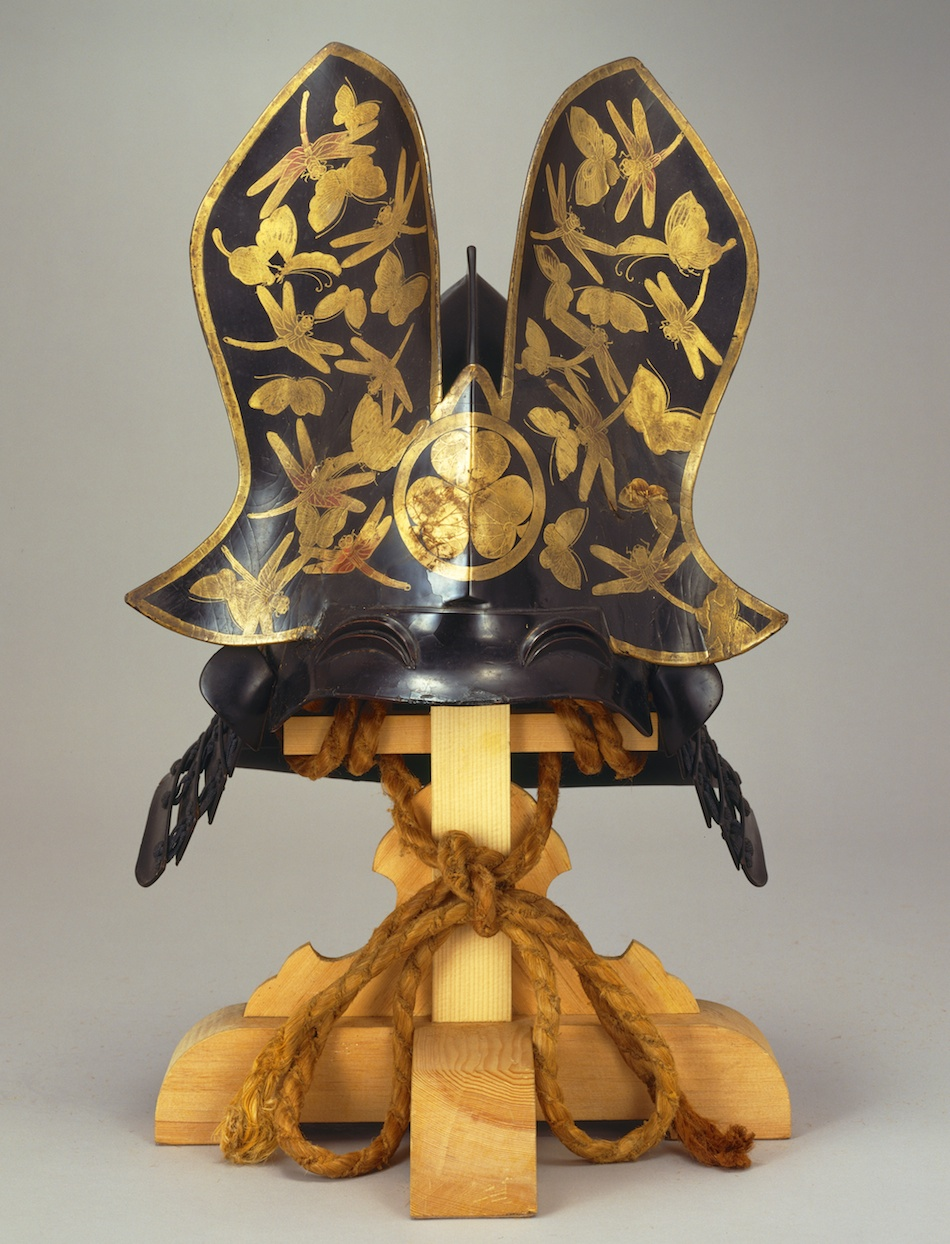
蝶蜻蛉尽葵紋蒔絵蝶形兜、江戸時代・18世紀（東京富士美術館蔵)
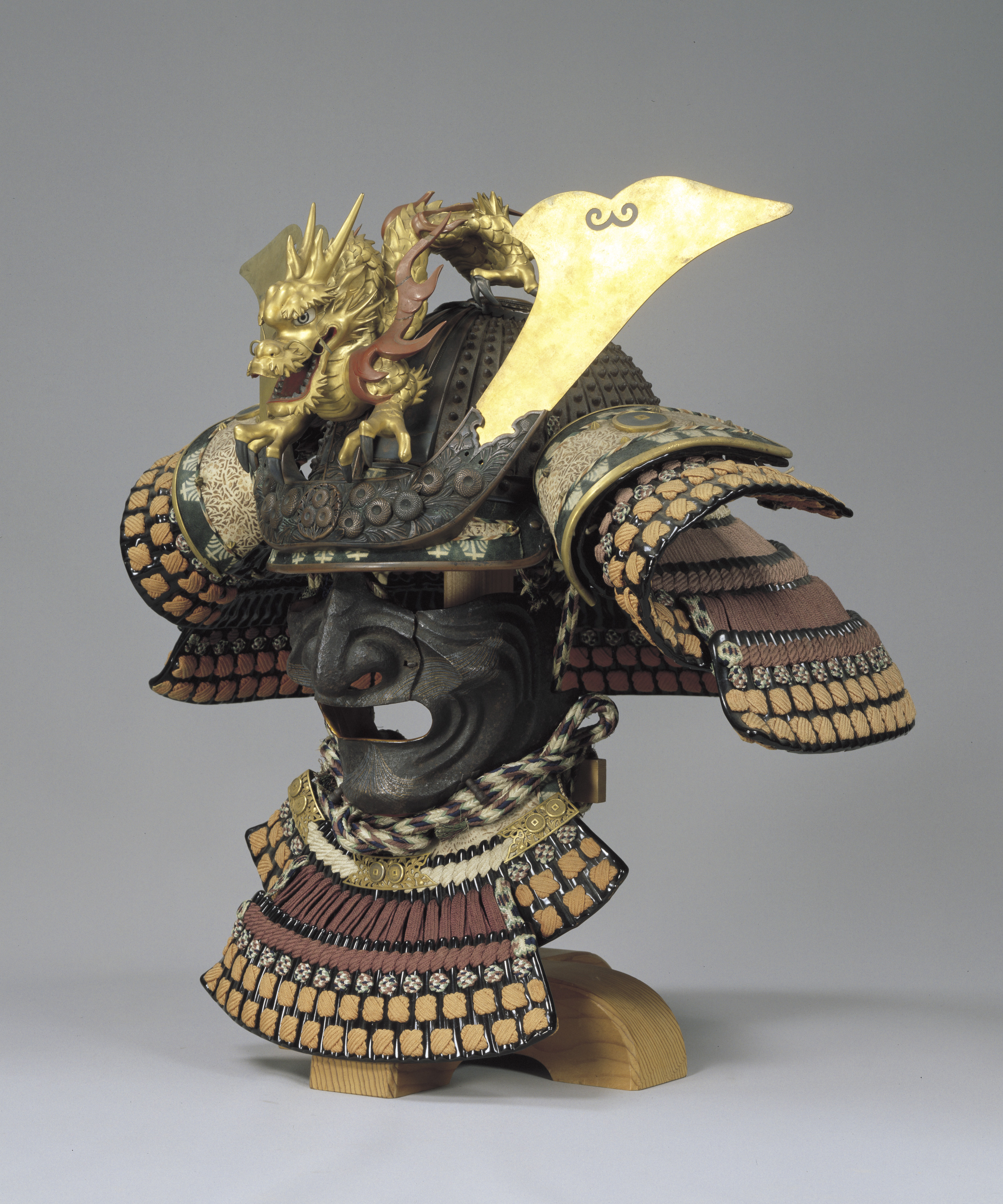
紫裾濃威胴丸具足の兜。江戸時代にはやった中世復古調の兜。江戸時代・19世紀（東京国立博物館蔵）

### 素材
鉄を主素材としているが、時に革、木も用いられた。装飾用に革、和紙、木を始め、金や銀、銅なども用いられる。

### 構成
主に、頭部を守るための部分である鉢（はち、鉢金とも）と後頭部や首周りを守るため鉢の下部から垂らしたしころ（漢字は、錣、錏）から成り、鉢には額部に突き出した眉庇（まびさし）が付き、しころは両端を顔の左右の辺りで後方に反らし、これを吹返し（ふきかえし）と呼ぶ。平安時代以降の兜には、額の部分や側頭部等に「立物」（たてもの）と呼ばれる装飾部品が付くようになり、特に額の左右に並んだ一対の角状の金属の立物を「鍬形」（くわがた）と呼び、クワガタムシの語源となった。

#### 鉢（はち）

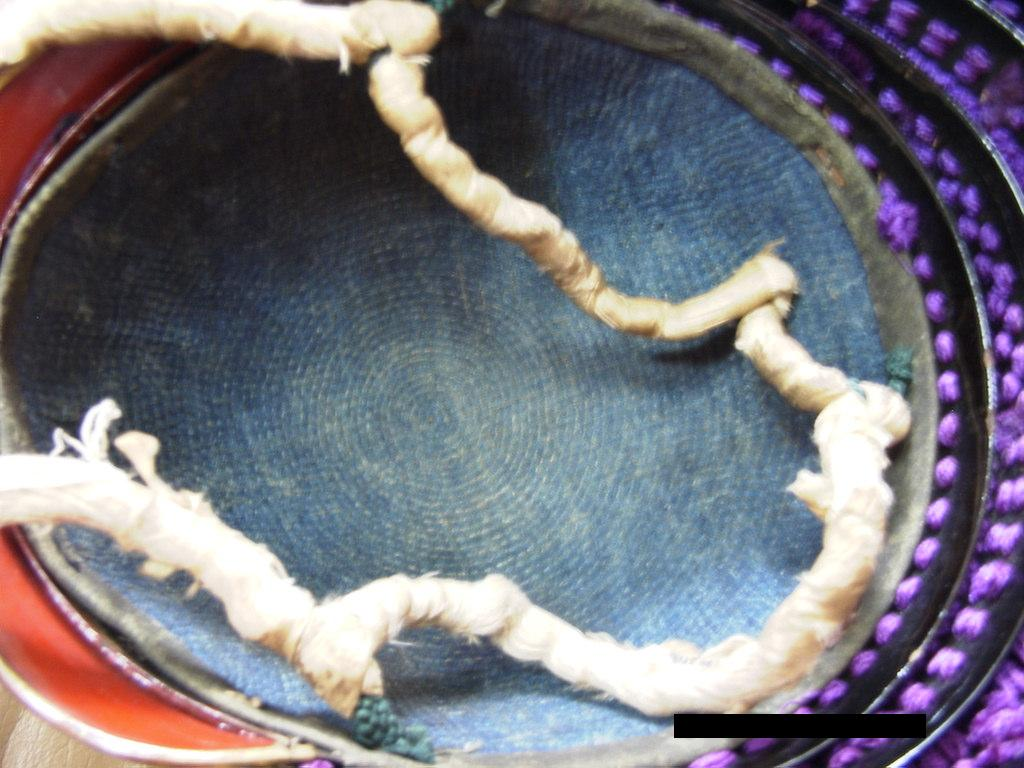
鉢の裏側。百重刺しを施した布の浮張。
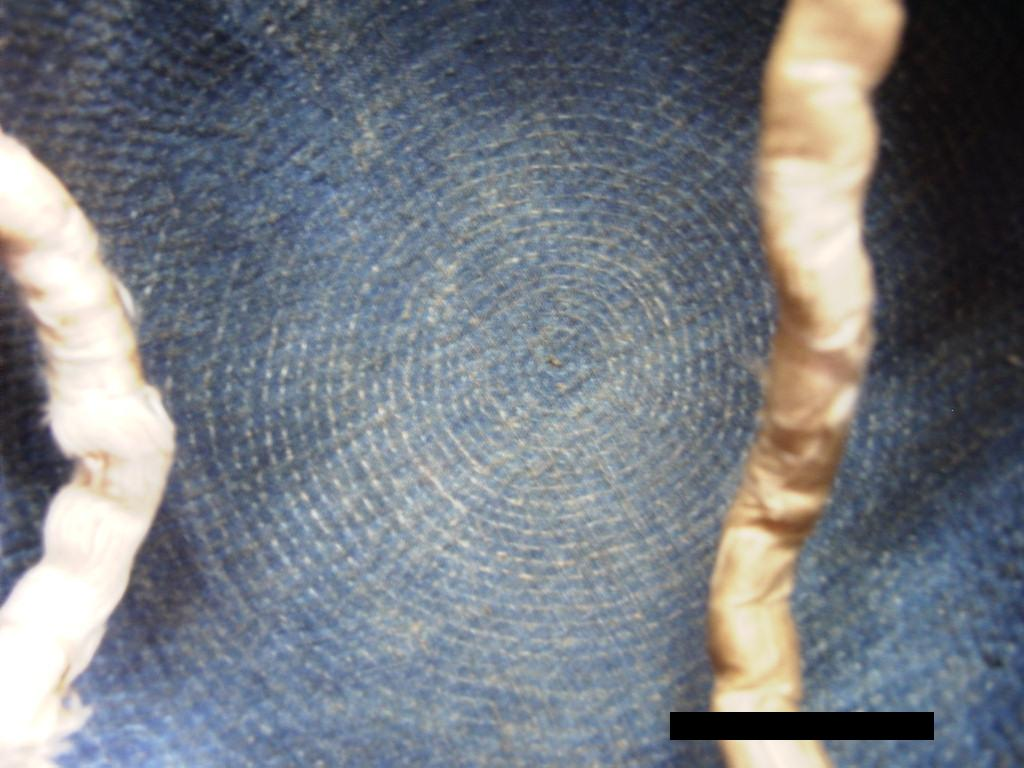
百重刺のアップ。
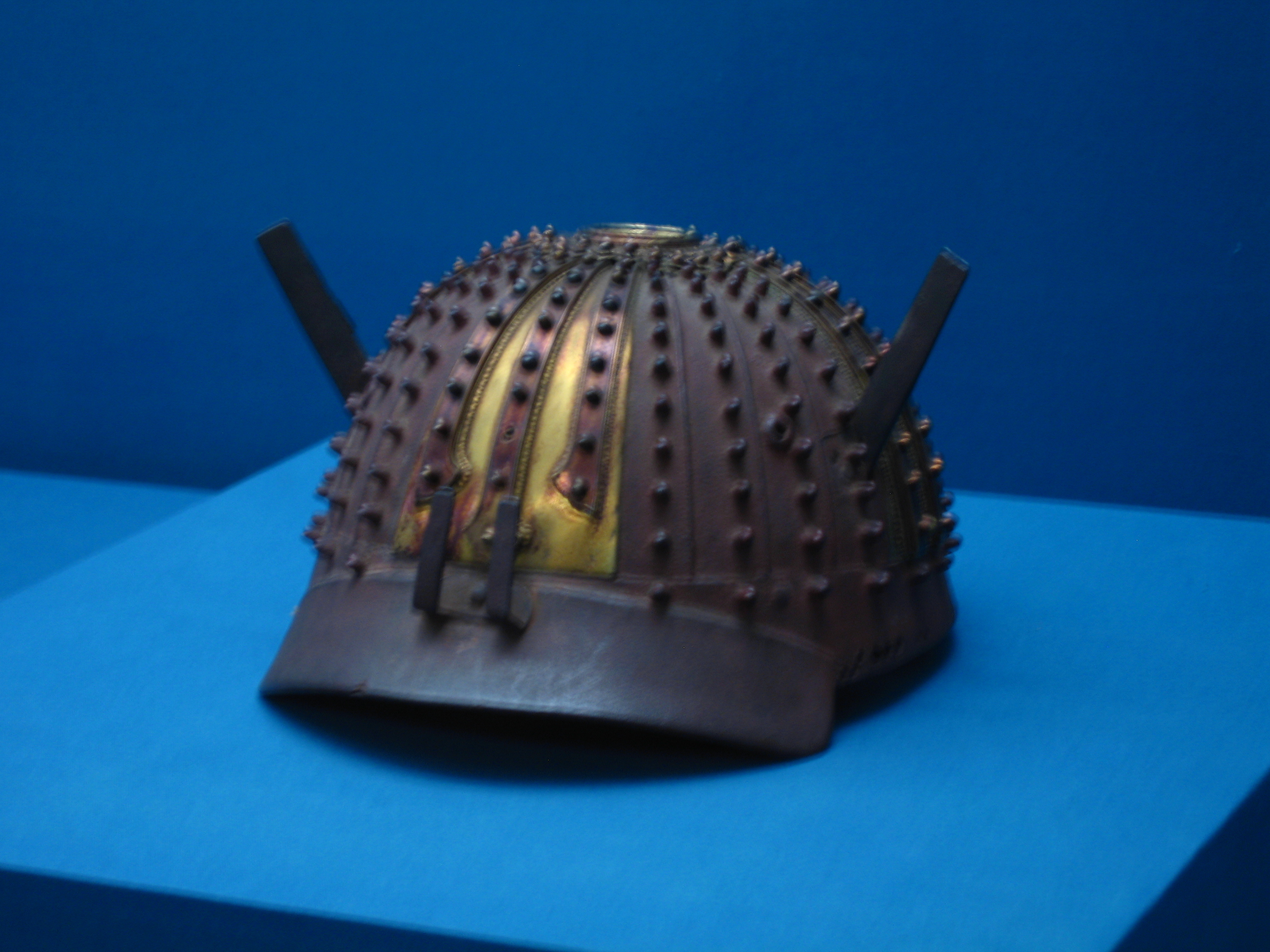
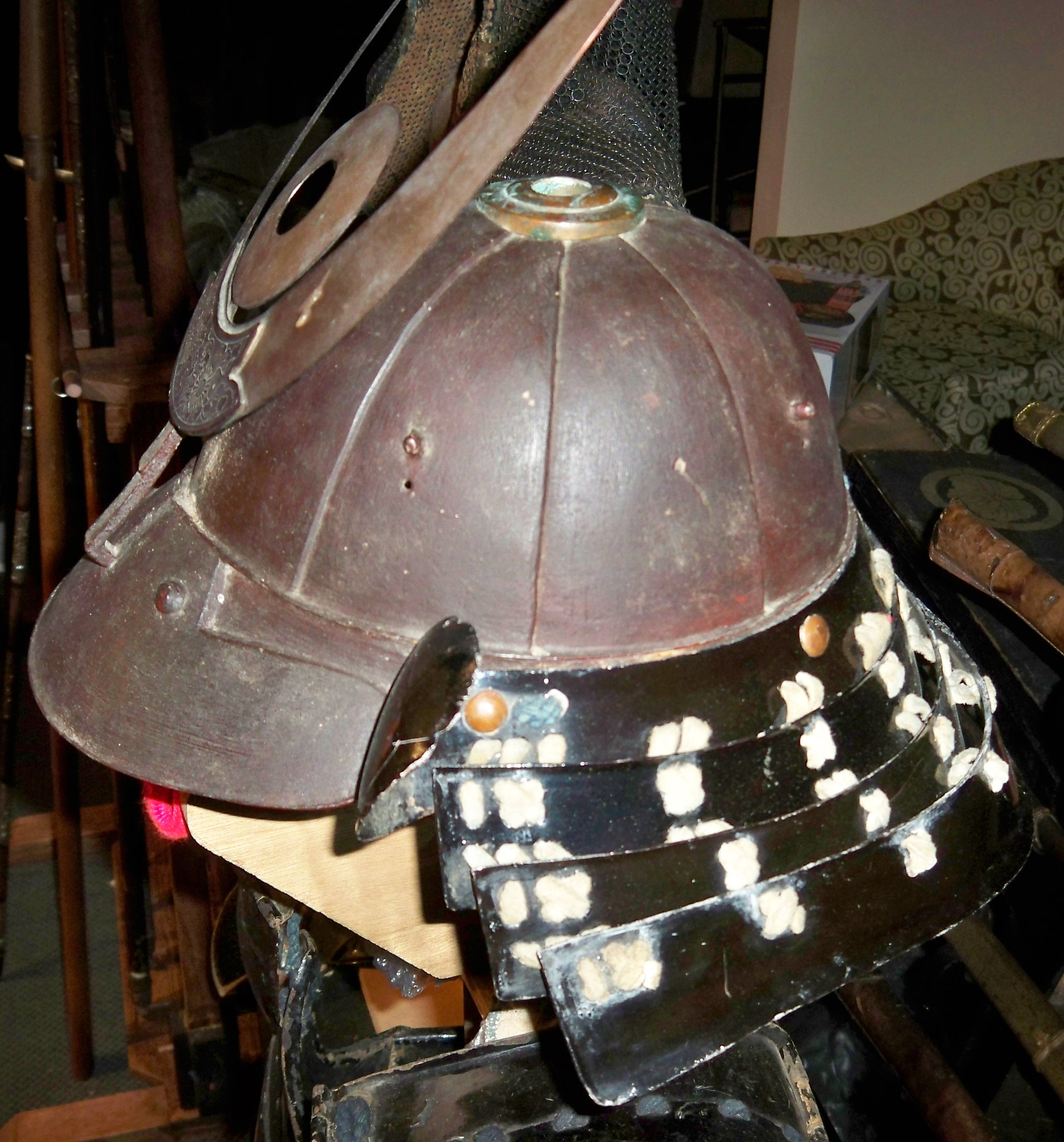
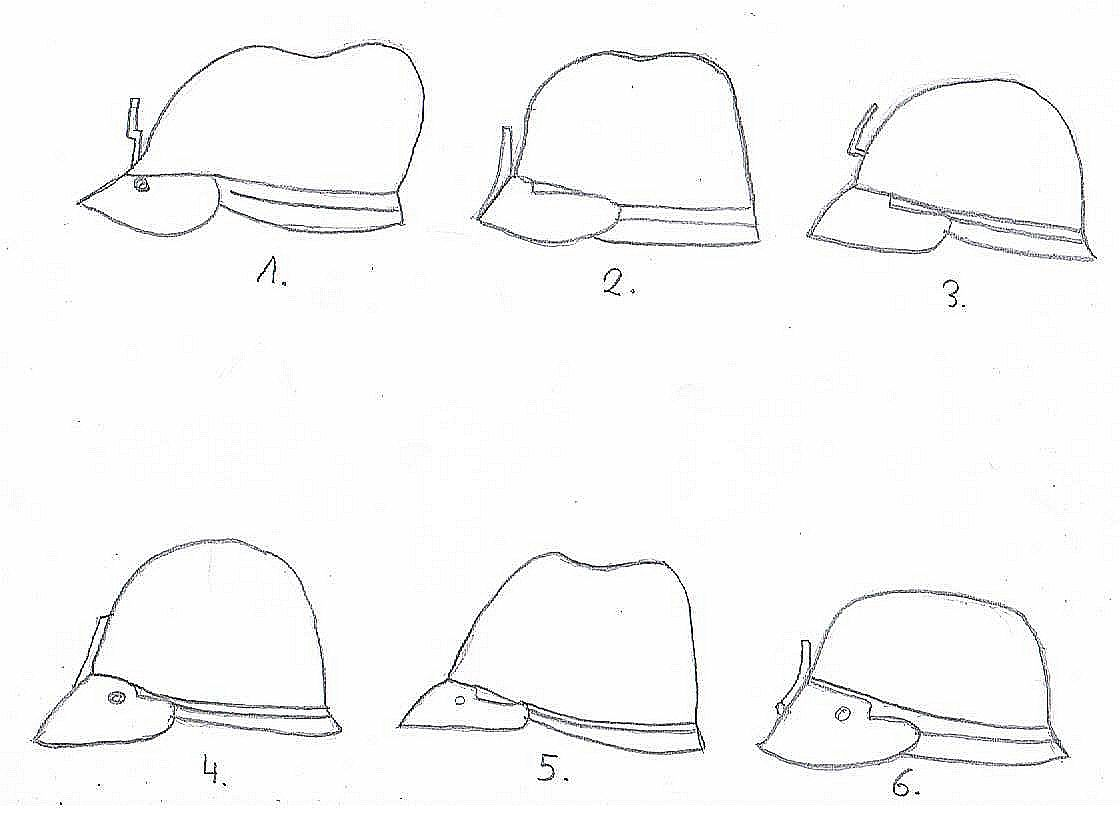
鉢形

頭部を守るための部分で、金属製または革製の鉢が主であるが、木製のものもあったとされる。金属製の物は、複数枚の「矧板」と呼ばれる板金を鋲で留めた矧板鋲留鉢と一枚の板金を半球型に打ち出した一枚張筋伏鉢とがある。革製は膠水に浸した練革を用いる。
日本では湿気による損傷が激しいため、鉢には黒漆を塗り、金属の錆や革の変形を防いだ。又、鉄板を鉢巻などに打ち付ける、もしくは縫いつけて額に巻き、前頭部を保護する簡略な防具を「鉢金」と言う場合もあり、こちらは新選組の隊士等が使用した事でも有名である。
鉢の下縁には眉庇やしころを取り付けるために帯状に板金を巻き付け、これを「腰巻き」と呼んだ。
鉢の裏側には通常韋などを張り、「裏張」（うらばり）と呼んでいたが、鉢裏と裏張の間に緩衝材を入れるようになり、さらには鉢裏との間に空間を設けて韋または布を張る浮張（うけばり）が生まれた。

#### 忍緒（しのびのお）
鉢には「兜の緒」、「忍緒」と呼ばれる紐をとりつけ、頭部を固定するために顎で結ぶ。初期には鉢に緒をつけるために「響穴」と呼ばれる穴を開けて綰をつけていたと推測されるが、後には腰巻につけるように変化し、綰にかわって環をつける方式が現れた。

#### 錣（しころ）

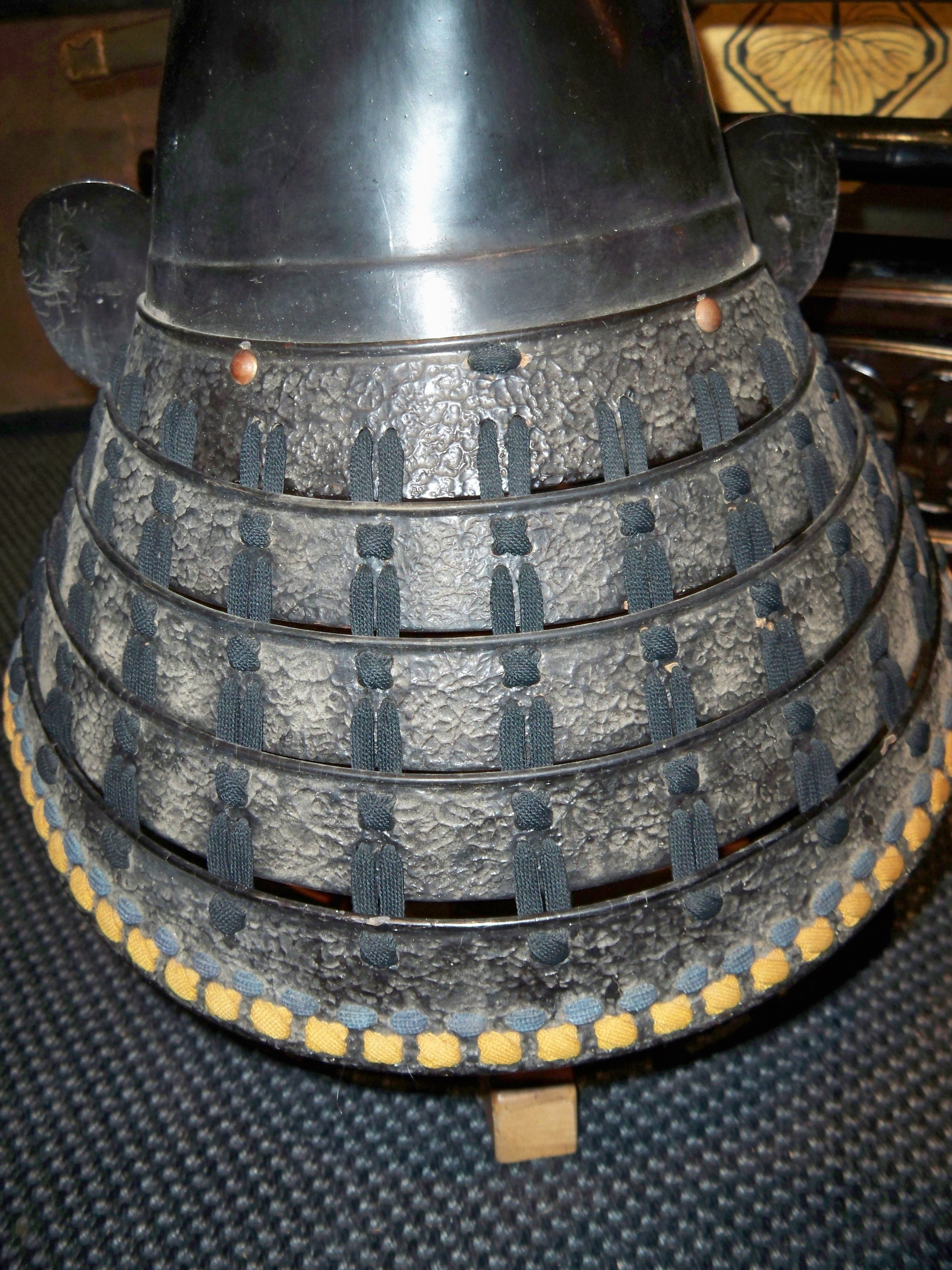
錣

鉢に付けられたしころを「鉢付板」、その取り付ける鋲を「鉢付鋲」、次を「第二の板」、菱縫の板まで3枚である場合は「三枚兜」、5枚である場合は「五枚兜」という。戦記などにある「錣を傾ける」とは、兜を少し前に俯せて、敵の矢を避けることをいう。

##### 小札錣（こざねしころ）
中世に使用された物で、鉢の下辺（腰巻き）に小札錣を威した物を一段から複数段に渡って付け、垂下げた。その両端を眉庇のついたあたりから折り返すのが特徴的で「吹返」と呼ばれる。
吹返はその構造上しころの裏側にあたるため、絵韋をはる。

##### 板札錣（いたざねしころ）、板錣（いたしころ）
板札を威してつなげた板札錣と鋲留めした板錣がある。中世には小札錣に圧されて姿を消していたが、戦国時代から復古し隆盛する。

#### 眉庇（まびさし）

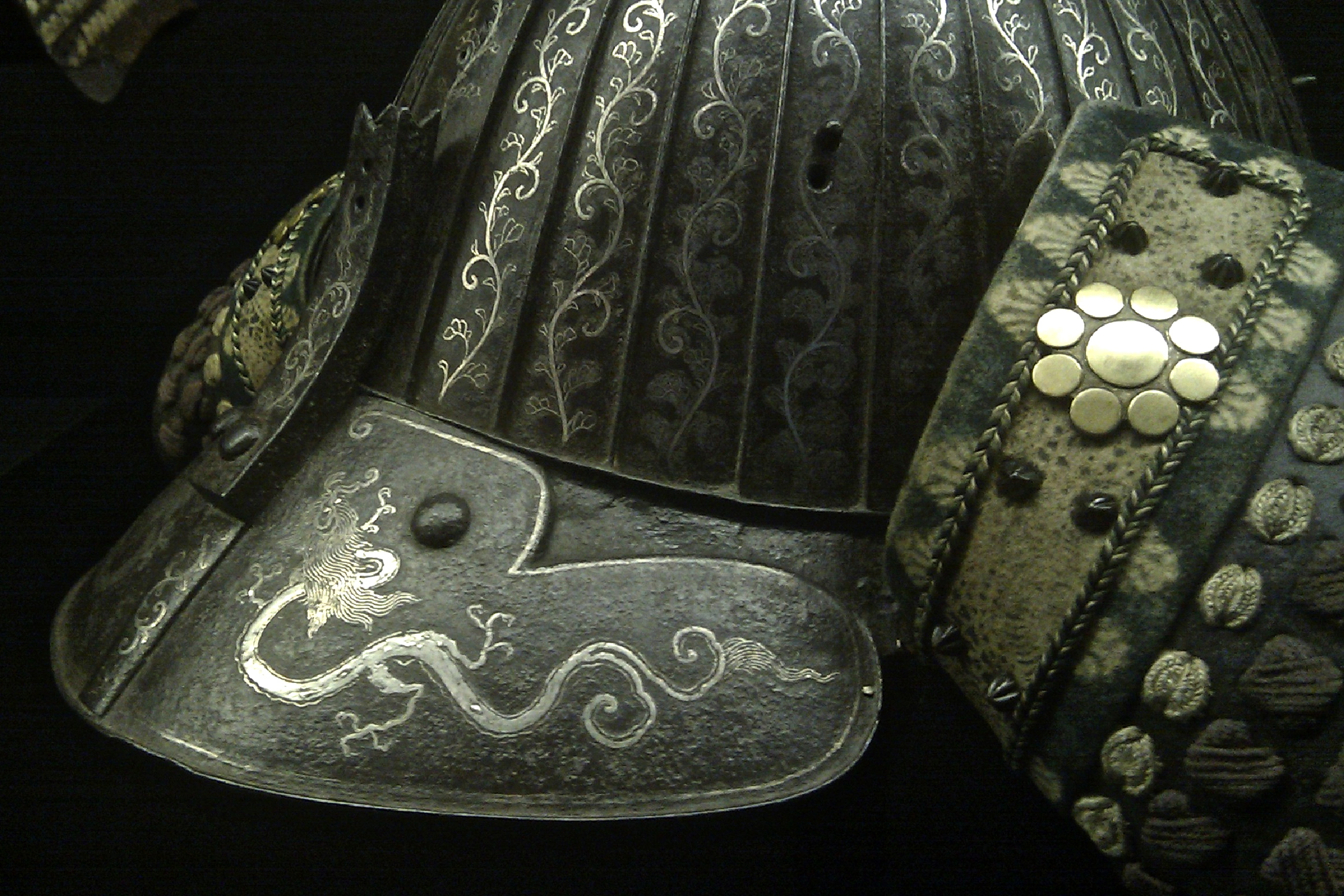

通常の庇同様、雨や陽光を遮るのみならず、額を守る等の用途も持って兜鉢の正面に設けた。その多くは「付眉庇」（つけまびさし）と呼ばれる形式で、鉢に板金を鋲留めしたものであった。中世の眉庇は兜からそのまま額から眉を覆うように作られていたが、後には鉢から斜め下方向に突き出た「出眉庇」、垂直に突き出た「直眉庇」と呼ばれる形状が現れた。

#### 立物（たてもの）

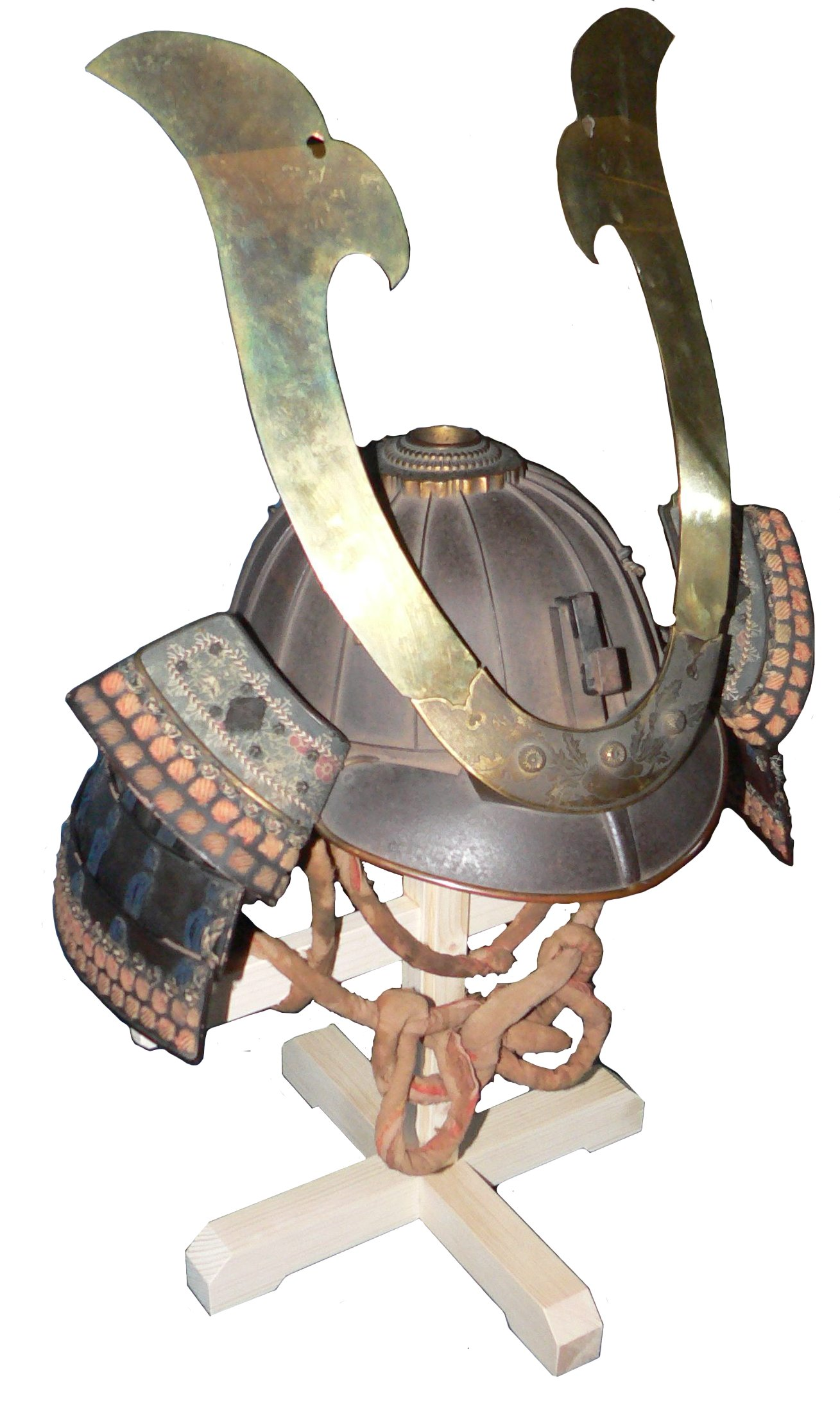
鍬形付の筋兜
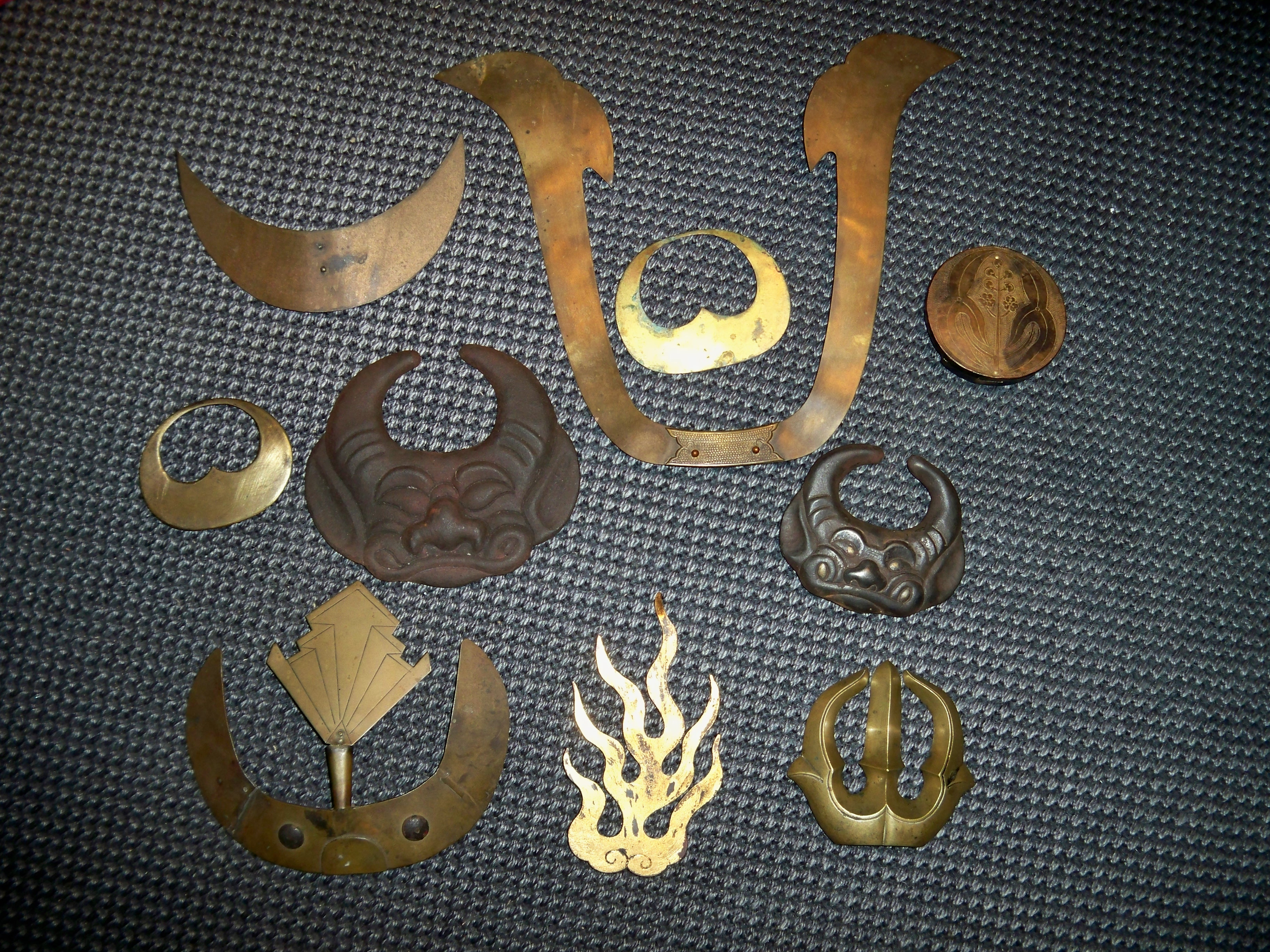
立物

特に中世以降、武士の時代には己の武を誇り、存在を誇示するために鉢や眉庇に装飾物を取り付けるようになる。立物は付ける場所によって前面に付ける前立（まえだて）、側面に付ける脇立、頂点につける頭立、後部につける後立に分けられる。
中世には「鍬形」と呼ばれる前立がよく用いられた。初期は一体形成のものもみられるが、「鍬形台」と呼ばれる台の両端に獣の角等を想わせる一対の装飾を取り付けるのが一般的である。「三鍬形」と呼ばれるものは、さらに中央部に祓立をつけ、ここにも装飾を取り付けることができるようにしている。鍬形に空いている穴は、ハート型の形状を「猪目」（いのめ）という。
立物は、外部より強い衝撃や力が加わったときにダイレクトに頭部にそれが伝わらないように、ある程度の力が掛かった場合壊れたり、外れるようになっていた。

#### 附物（つきもの）
戦国時代に流行した兜の付属物で、鉢や錣にヤクやウシ（牛）等の毛を植え付けた物。

### 歴史

#### 古墳時代
古墳時代に使われた冑（兜）は、船の舳先（衝角）のように正面が鋭角に突き出す衝角付冑（しょうかくつきかぶと）や、野球帽のように大きな眉庇のついた眉庇付冑（まびさしつきかぶと）が代表的である。古墳の副葬品として、板甲（短甲）や小札甲（挂甲）などの甲（鎧）とセットで出土することが多い。

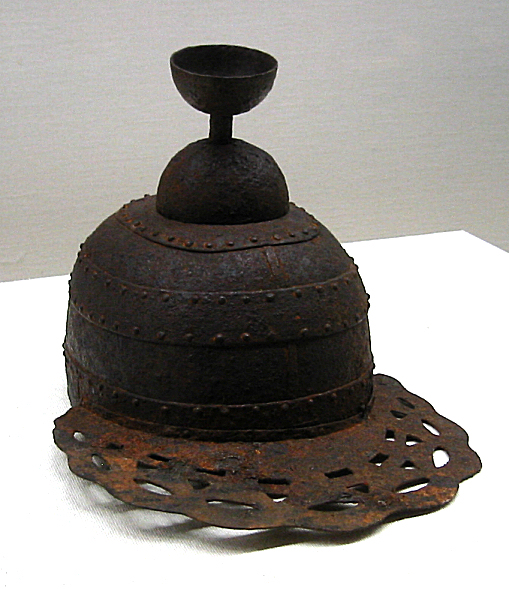
小札鋲留眉庇付冑
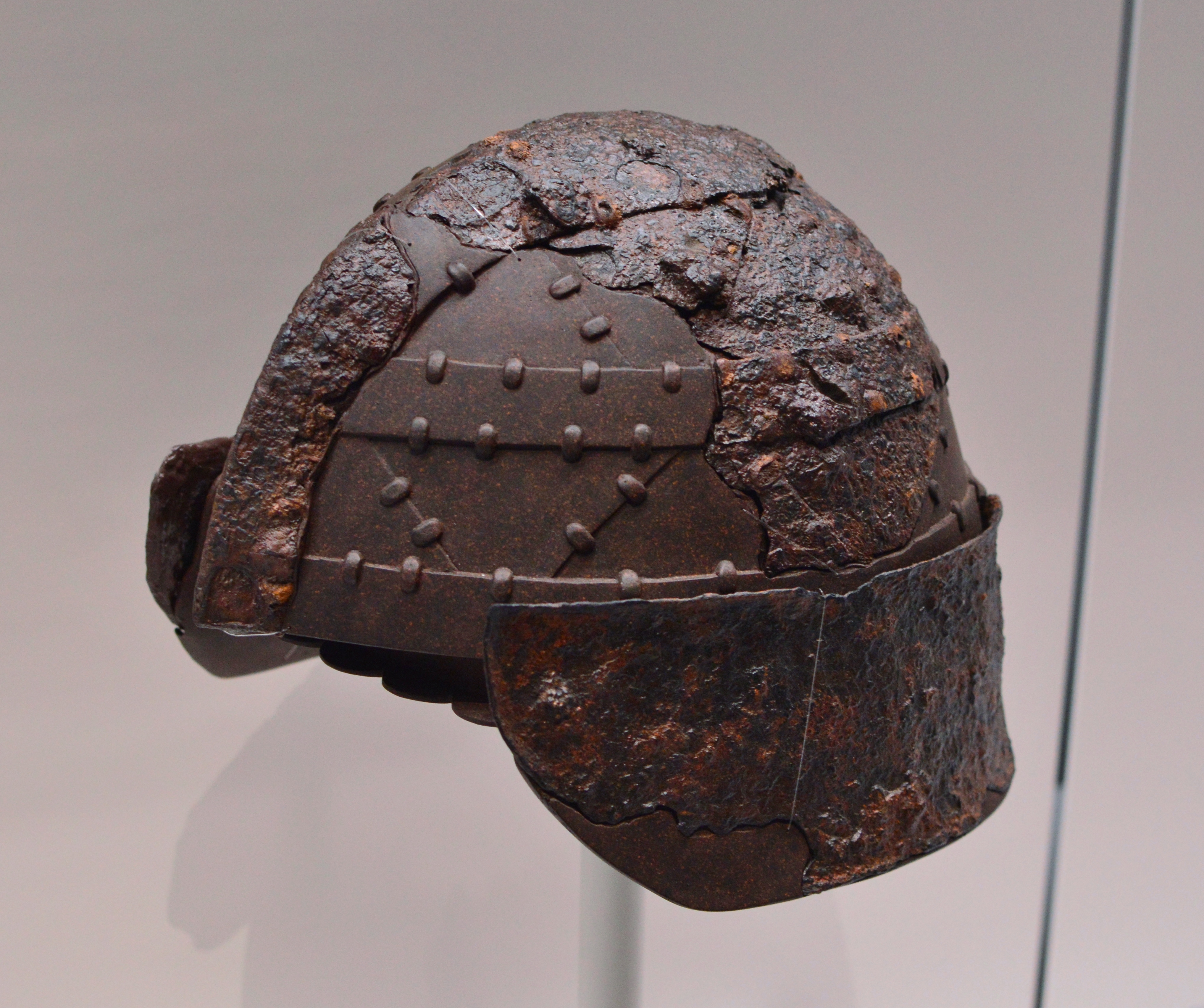
久津川車塚古墳出土の衝角付冑

#### 飛鳥・奈良・平安時代前期
飛鳥時代・奈良時代から平安時代前期にかけての甲冑は、伝存資料や遺跡からの出土資料がきわめて少なく実像の不明な部分が多いが、岩手県紫波郡矢巾町の徳丹城では、2006年（平成18年）4月～11月の第65次発掘調査で、トチノキを用いた木製冑が出土している。この冑が出土した井戸は、9世紀（平安時代前半）に掘削・使用されたものだったが、冑そのものは、放射性炭素年代測定の結果、7世紀（古墳時代末〜飛鳥時代）に製作されたものと判明した。

#### 平安時代半ば以降

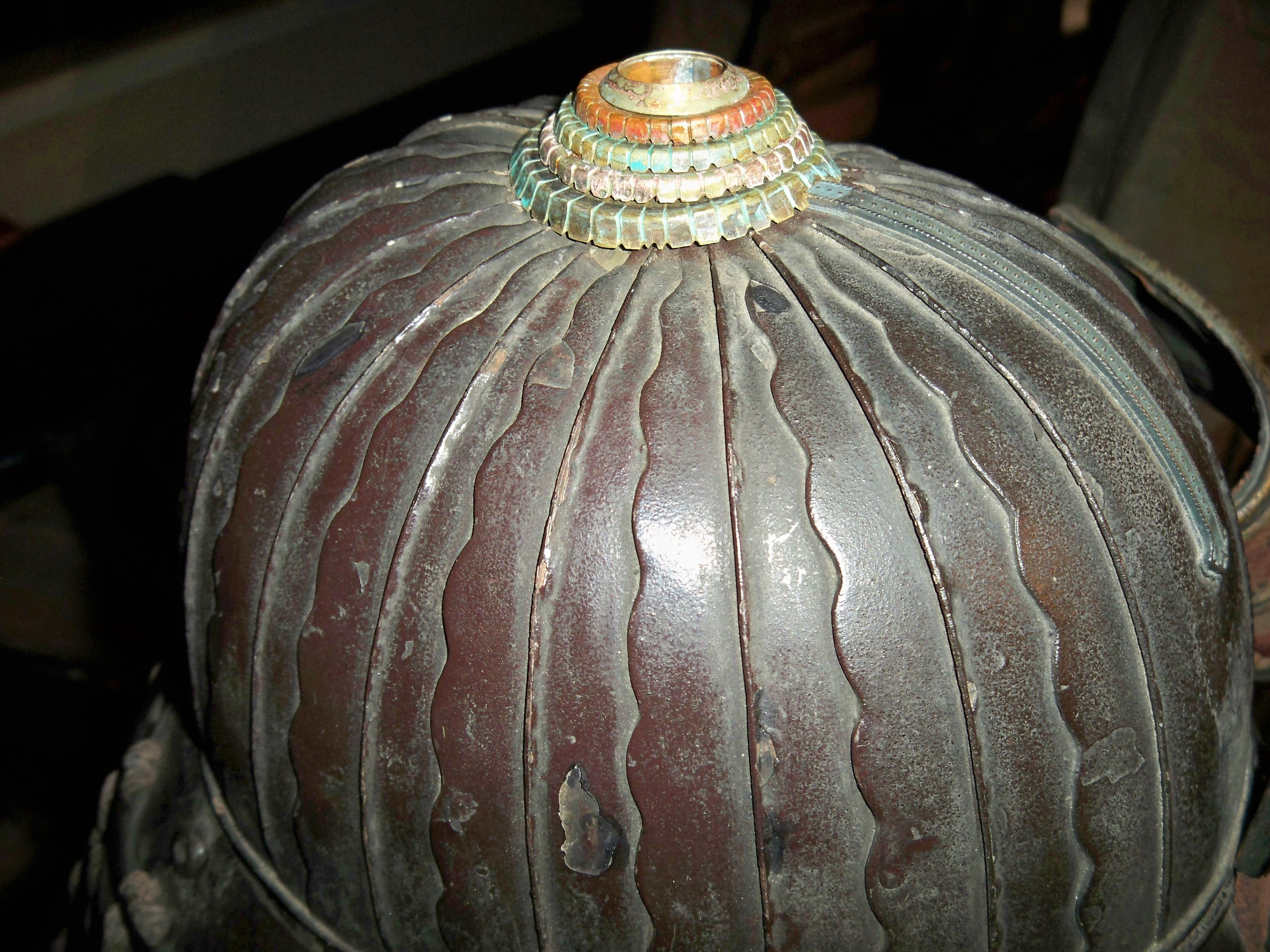
天辺の穴

平安時代、大鎧が用いられる頃になると矧板鋲留鉢がその製作の簡便さからよく用いられるようになり、鋲頭を星と呼ばれる突起物で装飾した星兜が隆盛し後室町時代まで一般に用いられるが、南北朝時代からは星を用いない筋兜が見られ、室町時代に全盛期を迎えるようになる。
こうした兜は顔面を覆っておらず、兜で守られていない顔面部は「内兜」とよばれ、弓で射るべき対象の一つとされていた。この弱点を補うために錣を折り返した吹返が誕生した。
また、平安時代から鎌倉時代までは、こうした兜鉢の頭頂部に「天辺の穴」（てへんのあな）と呼ばれる4-5cm程の穴があいていた。当時は髪を結い髻をつくって烏帽子を被り、天辺の穴から烏帽子を被せた髻を出していた為で、『平家物語』にはこの穴より矢を射かけられぬよう注意を促す一文がある。「敦盛の最期」では、武士が身に着けているものとして、登場している。
髻を結わぬようになるとこの穴は縮小されるようになるが、装飾として、または「息出しの穴」と呼ばれたように、頭部が蒸れるのを防止する等の効用もあり、完全には消滅しなかった。

#### 当世兜
室町時代の終わり頃から浮張の発達により阿古陀形兜のような斬新な形状の兜があらわれた。
群雄割拠する戦国時代においては、鉄板を打ち出して兜そのものを奇矯な形にしたり、「張貫」とよばれる張子を取り付けて威容を誇るなど、さまざまな意匠を凝らした兜が登場し、こうした兜を総称して「当世兜」と呼んでいる。この時代になると吹返はその意義を失い、装飾的に取り付けられるに留まる。織豊期には、兜で誰なのかわかるよう意匠を凝らしているが、行軍用と合戦用の二種類つくられることもあった。前田利家の兜は、合戦用の兜は、行軍用の兜をスケールダウンして、動きやすいものになっている。

### 形式
- 星兜
- 筋兜
- 頭形兜
- 阿古陀形兜
- 突盔形兜
- 桃形兜
- 変わり兜
- 畳兜

### 変わり兜の有名な戦国武将
- 井伊直政 - 天衝脇立朱漆塗頭形兜
- 加藤清正 - 長烏帽子形兜
- 蒲生氏郷 - 銀鯰尾兜
- 黒田孝高 - 朱塗合子形兜
- 黒田長政 - 水牛脇立桃形兜→一の谷兜
- 武田信玄 - 諏訪法性兜
- 伊達政宗 - 弦月前立黒漆塗六十二間筋兜
- 藤堂高虎 - 黒漆塗唐冠形兜
- 徳川家康 - 歯朶獅噛輪貫前立大黒頭巾形兜
- 豊臣秀吉 - 馬藺後立一の谷兜
- 直江兼続 - 愛染明王前立六十二間筋兜
- 福島正則 - 一の谷兜→水牛脇立桃形兜
- 本多忠勝 - 鹿角脇立黒漆塗兜
- 前田利家 - 銀鯰尾兜

### 画像

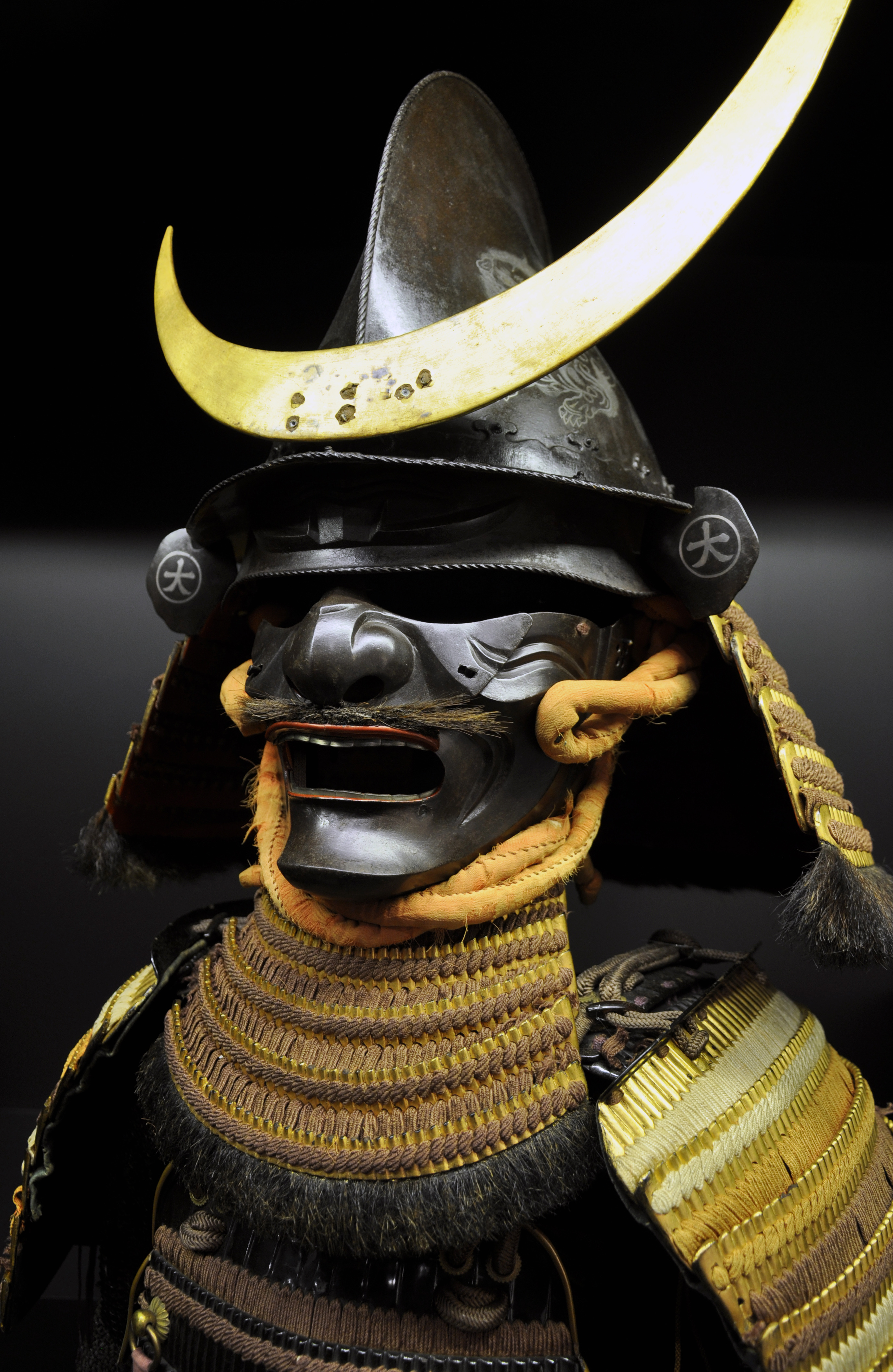
当世兜
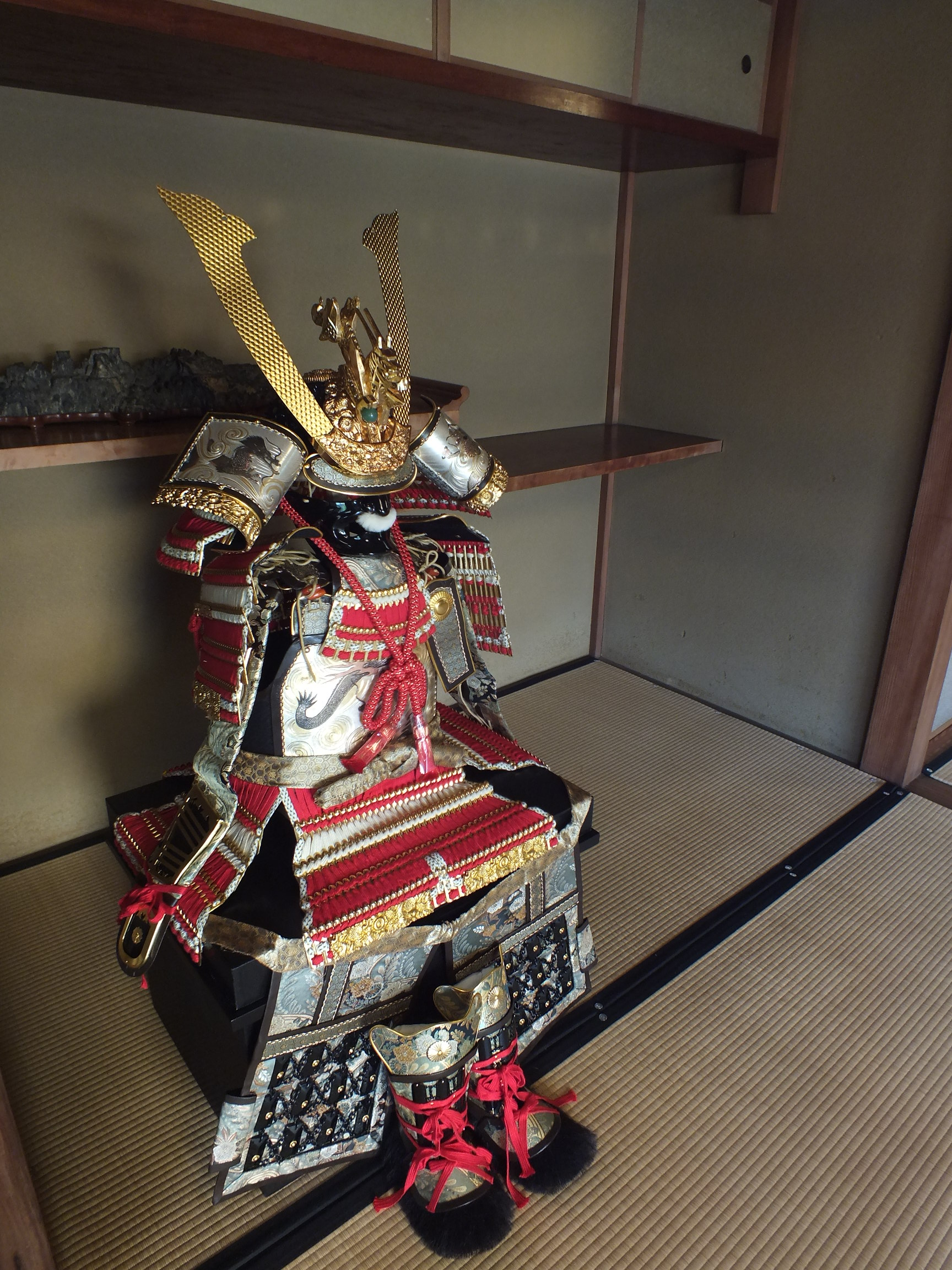
旧来住家住宅展示品
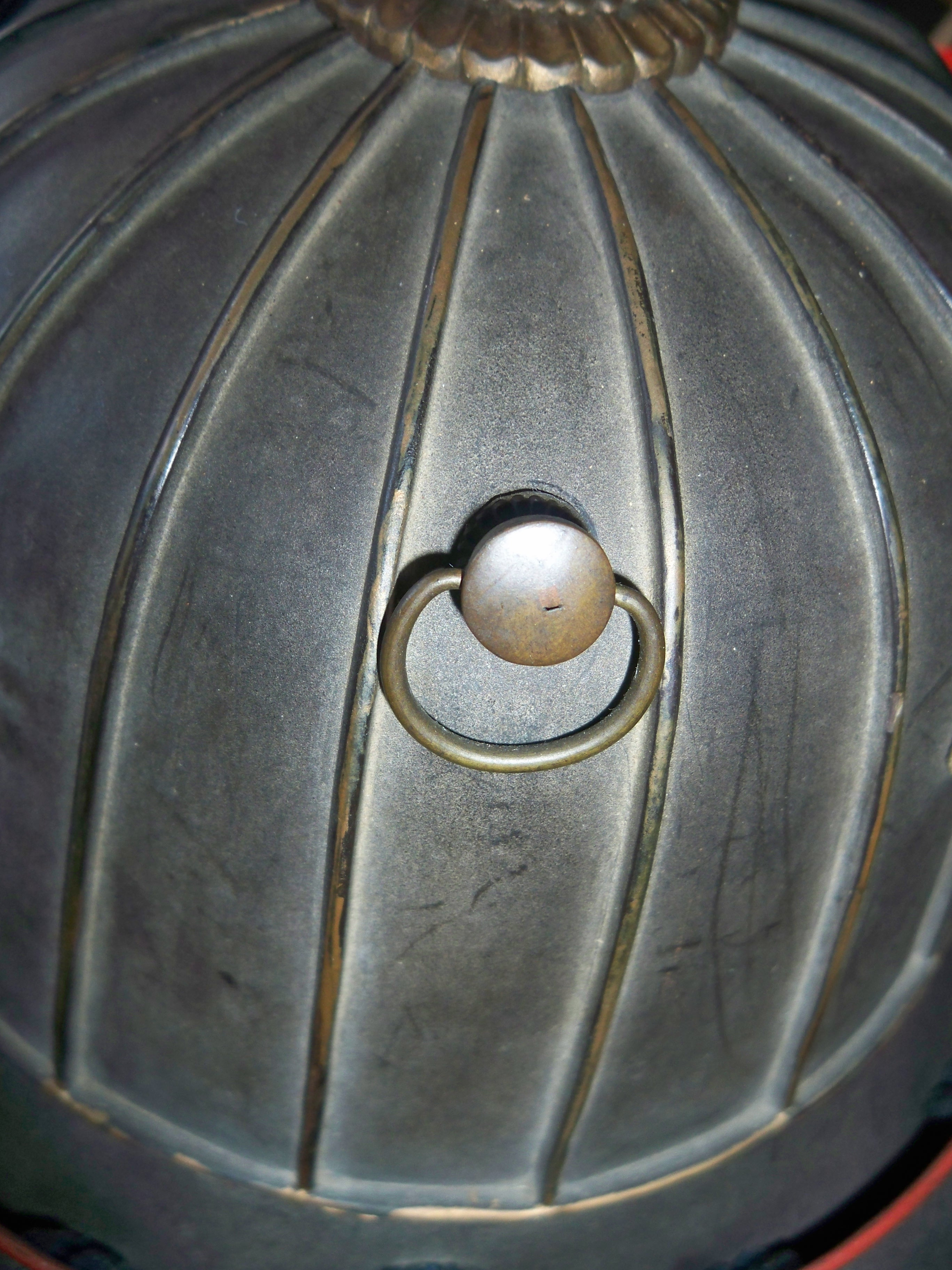
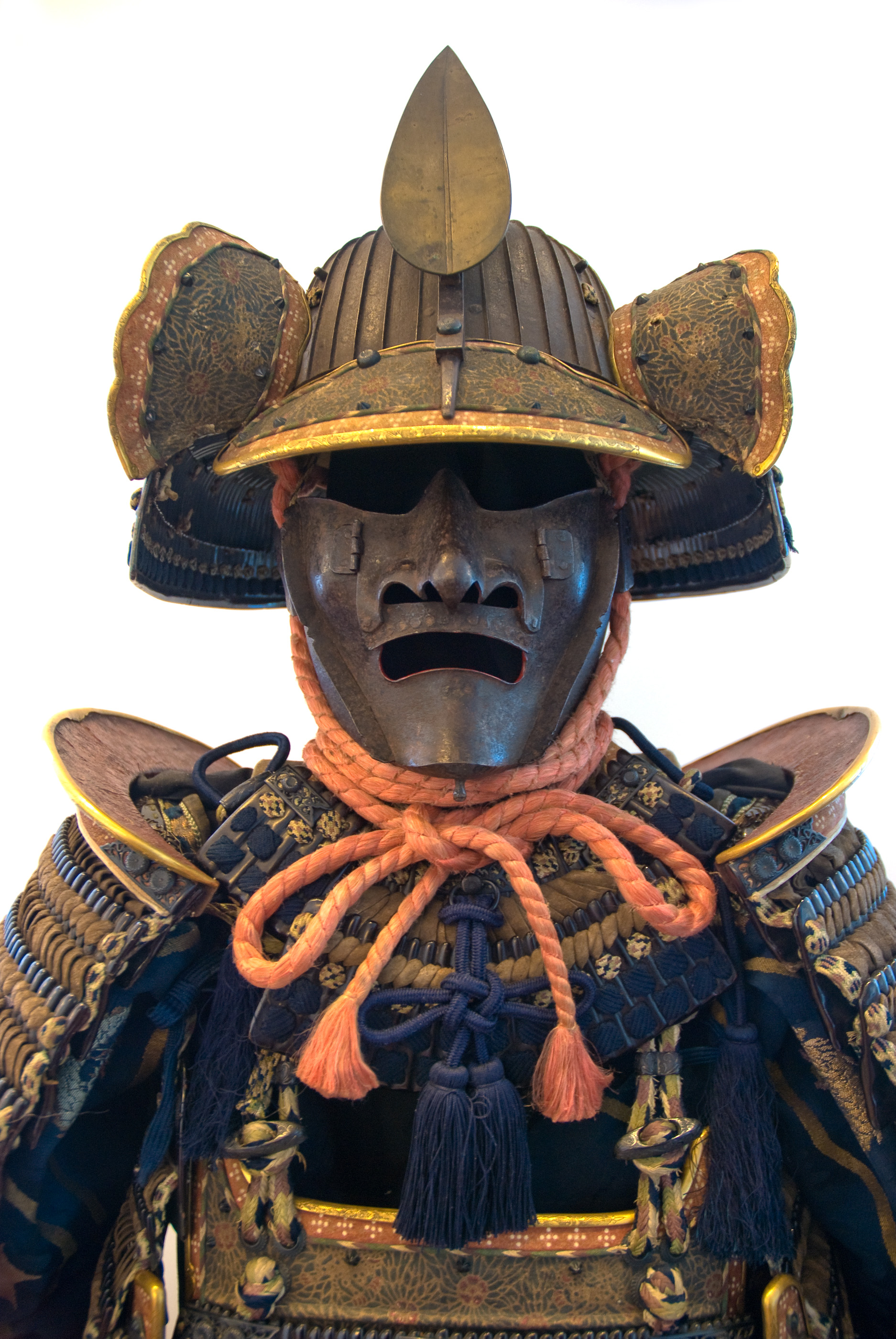
吹返
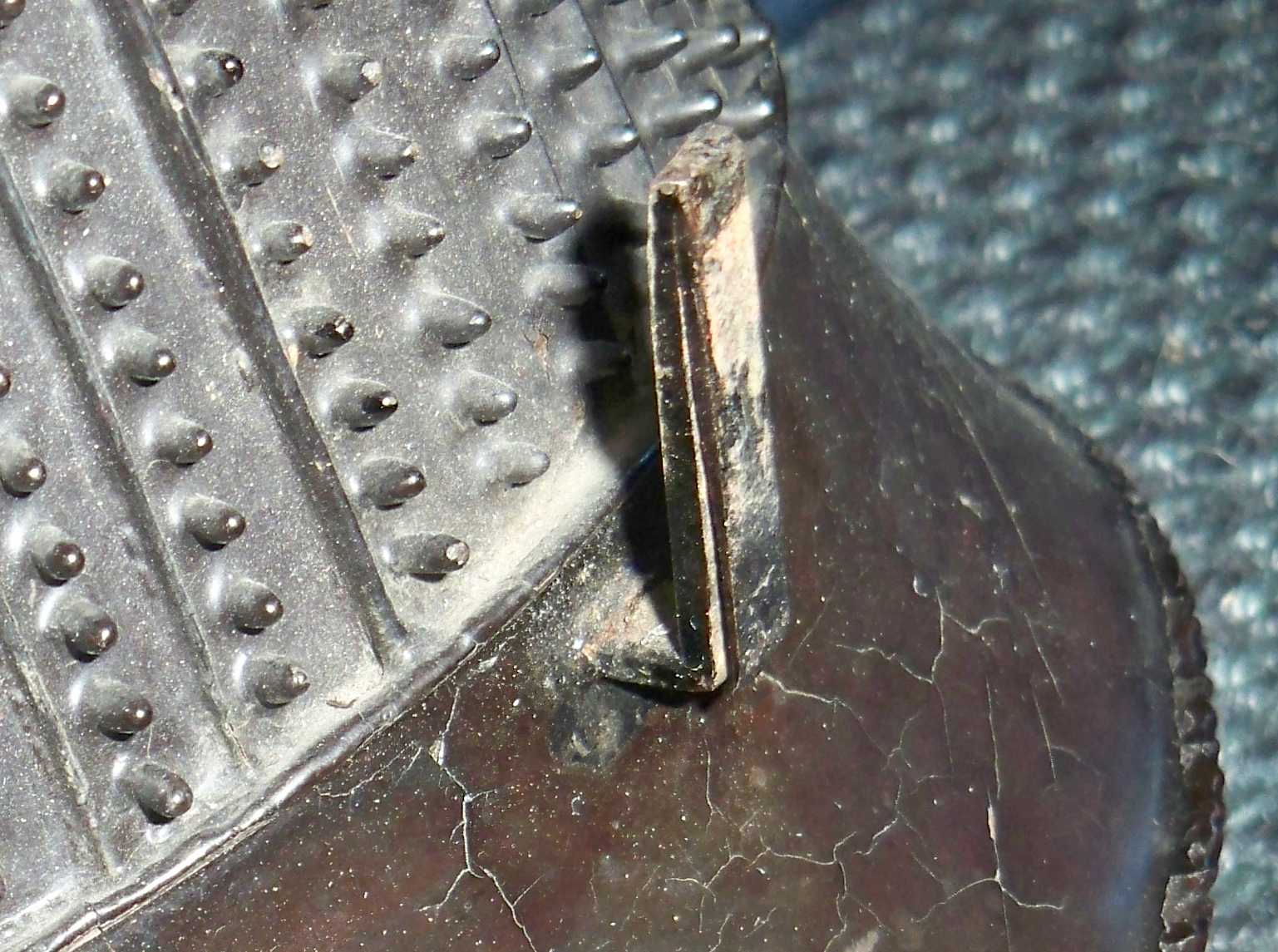
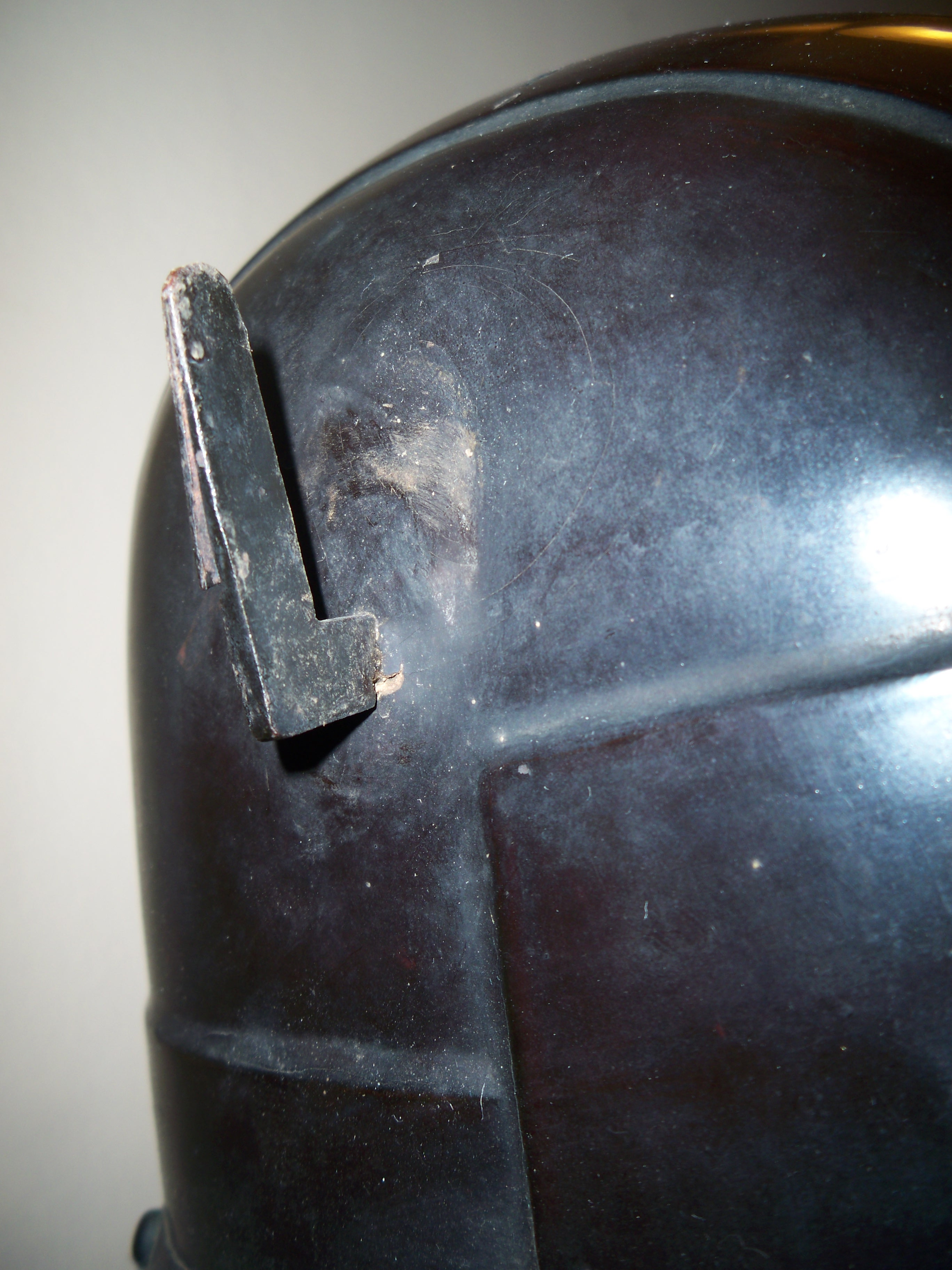
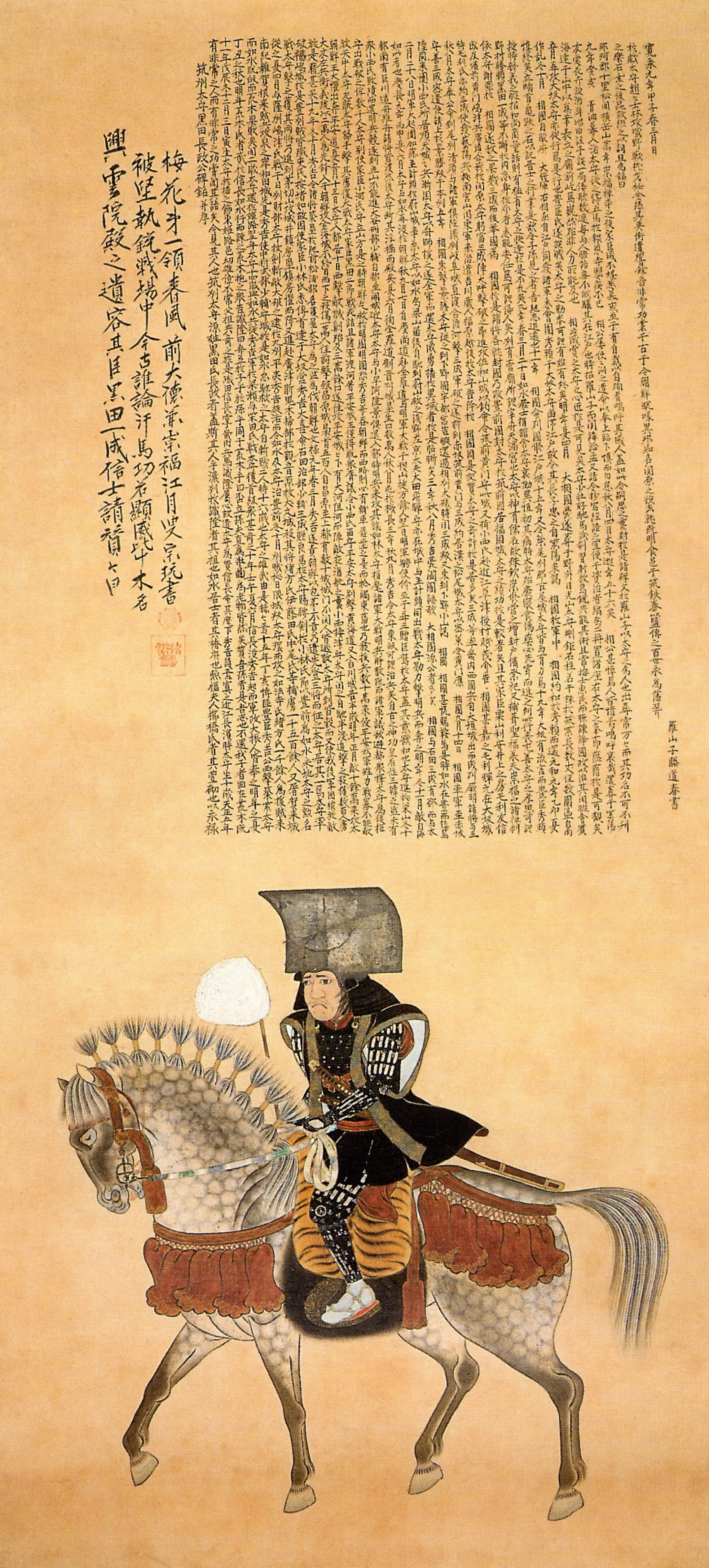
黒田長政像
名古屋市中村区中村町字木下屋敷の妙行寺内にある加藤清正像

## 欧州の兜

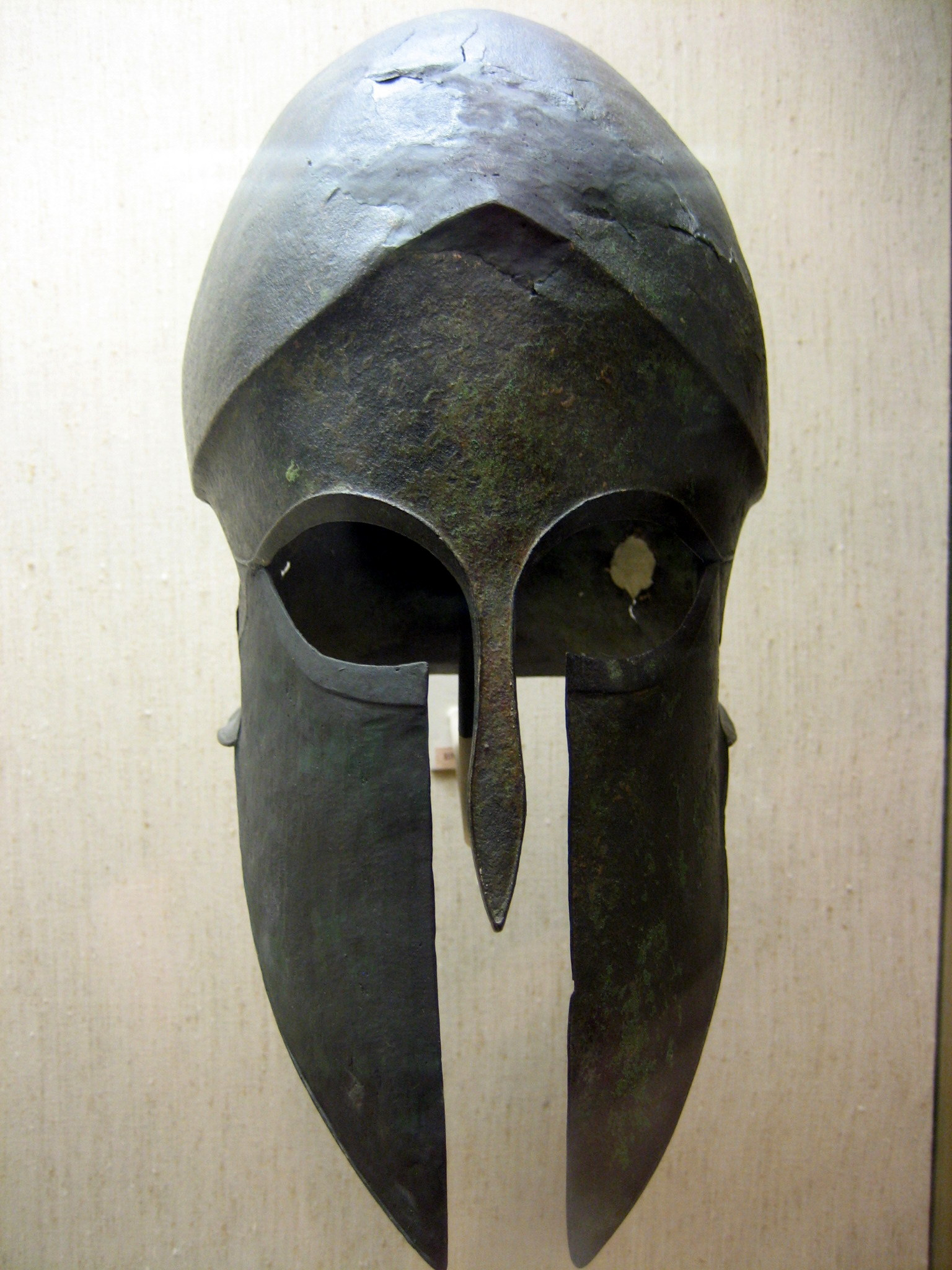
古代ギリシャコリュス式の兜

古代ギリシャの「カタイーテュクス(καταιτυξ,kataityx)」という兜は、革に猪の牙を張ったものであった。映画などで有名な、T字型の鼻あてを持ち、鶏冠や孔雀のような羽飾りを持つ古代ギリシャの兜は「コリュス(κορυς,korys)」、もしくは「コリント式」兜と言われ、ローマ時代になって耳が露出し開口部も大きく取られ命令や周囲の状況がよくわかるように改善された。これらは青銅で作られ、場所や時代によって様々なデザインが異なる。一体型のコリュスは後に改良され、帽体、頬当て、うなじあてに分割されるようになる。
ヴァイキングの兜は半球形か、頭頂部の尖った砲弾型をしており、前から後ろへ峰のあるものに、眼鏡状の顔当てをつけた物が多い。中世ノルマン人も同様に半球形、頭頂部の尖った砲弾型、前から後ろに峰のあるものを使ったが、こちらはネイザルという長い鼻当てを付けた。後頭部は鎖によって覆われていた。日本人はこの長い鼻当てはあまり必要の無いように思われるが鼻の高い欧米人には簡単ながらも防御性のある構造だった。
イングランド北部にある遺跡、サットン・フーの出土品の中には 人の顔を模した面が付けられた兜が出土しているが、全世界的に見て、こういった豪華な装飾が施されたものは 王族や将軍などが身につけていたか、祭典・儀式に使われたものが多いと言われている。たてがみやツノといった 装飾は、強そうに見えたり、見た目の良さや威厳の象徴としては効果的だが、実際の戦闘には邪魔になるだけだからである。
それからしばらくすると、グレートヘルム、バレルヘルムと呼称される、バケツ型、樽型兜が出始める。円筒形で目と呼吸口はスリットになっており、十字軍が好んで着用し、大きく縦と横に二本の線が入った十文字の装飾がされる場合もあった。顔全体を覆う事によって、過去の兜に比べ防御性能は格段に上がったが、一方で視界は大きくさえぎられてしまい、熱がこもってしまうという欠点を持っていた。このタイプの後期には蝶番で顔が開くものが出ている。

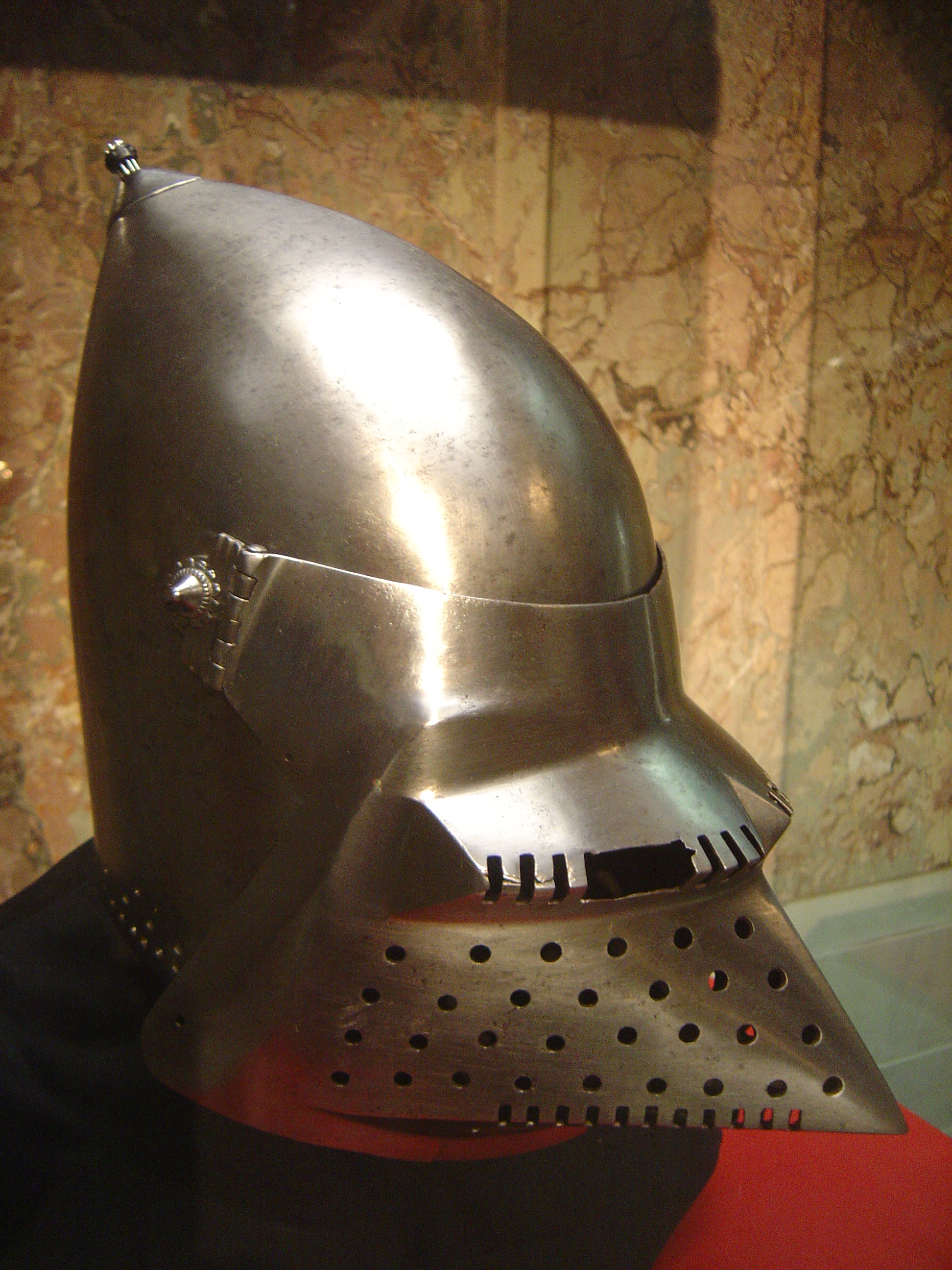
バシネット（ミラノ、1400〜1410年）

鉄板と鎖を繋げて作られる鎧、チェインメイルが板金にとって替わられるようになると兜も変化した。バケツ型は再び砲弾型になり、バシネット（en:Bascinet 水鉢の意）と呼ばれる。
顔面は鳥のくちばしのように円錐状に突き出ており、これをハウンスカル(hounskull,犬面）と呼んだ。この形状は正面からの攻撃をそらすのに有効であり、またここに空間を持つことで呼吸が楽になる。顔面部分（面甲）は可動させて不要なときは跳ね上げておくこともでき、取り外すことのできる物もある。こうした尖った意匠は当時のドイツ甲冑における著しい特徴でもあった。
一般的に、 カマイル（Camail）と呼ばれる鎖錣をつけている。このカマイユに鼻当てをつけて額の部分と連結させるものもある。
しかしこういった複数のパーツからなる兜は当然ながら高価で、すべての兵士に支給されたわけではなく 先述したように視界が狭いため、一般的な兵士はもっと簡単な作りの兜（例えばケトルハット 英: en:Kettle hat ）を着用していたようである。
中世後期、全身を覆うプレートアーマーが登場すると、兜も頭部を完全に覆うようになり、特にサーリット（独:シャーレルン）が一般的な兜として普及した。深い鍋を逆さに似たような形状で、鼻の下、もしくは顎まで覆われたフルフェイス型になっており、細いスリットを通して視認する。この場合、首を防護するためにハイネック型になっている鎧を着用するか、ゴージットと呼ばれる頸鎧を装着する。これらは防護性が増した反面、運動性や周囲の状況の視認性に劣り、戦いは集団戦から騎士が個人の名誉を掛けて闘う個人戦に移行して行った。
中世晩期から近世初期、16世紀から17世紀にかけては、アーメット（en:Armet）と呼ばれる 人の顎と干渉することで顎紐が無くとも兜が脱げ落ちないように設計されているものがあり、これを総称してクローズ・ヘルムと呼ぶ。
クローズ・ヘルムには縦長のスリットがついた部位がある。
上のスリット部分と下の顎部分があり、それぞれを別々に稼動させ、上下のほかに前に突き出したり、観音開きのように開くものもある。

### 画像

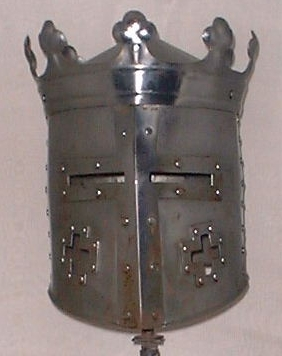
王冠付きの兜
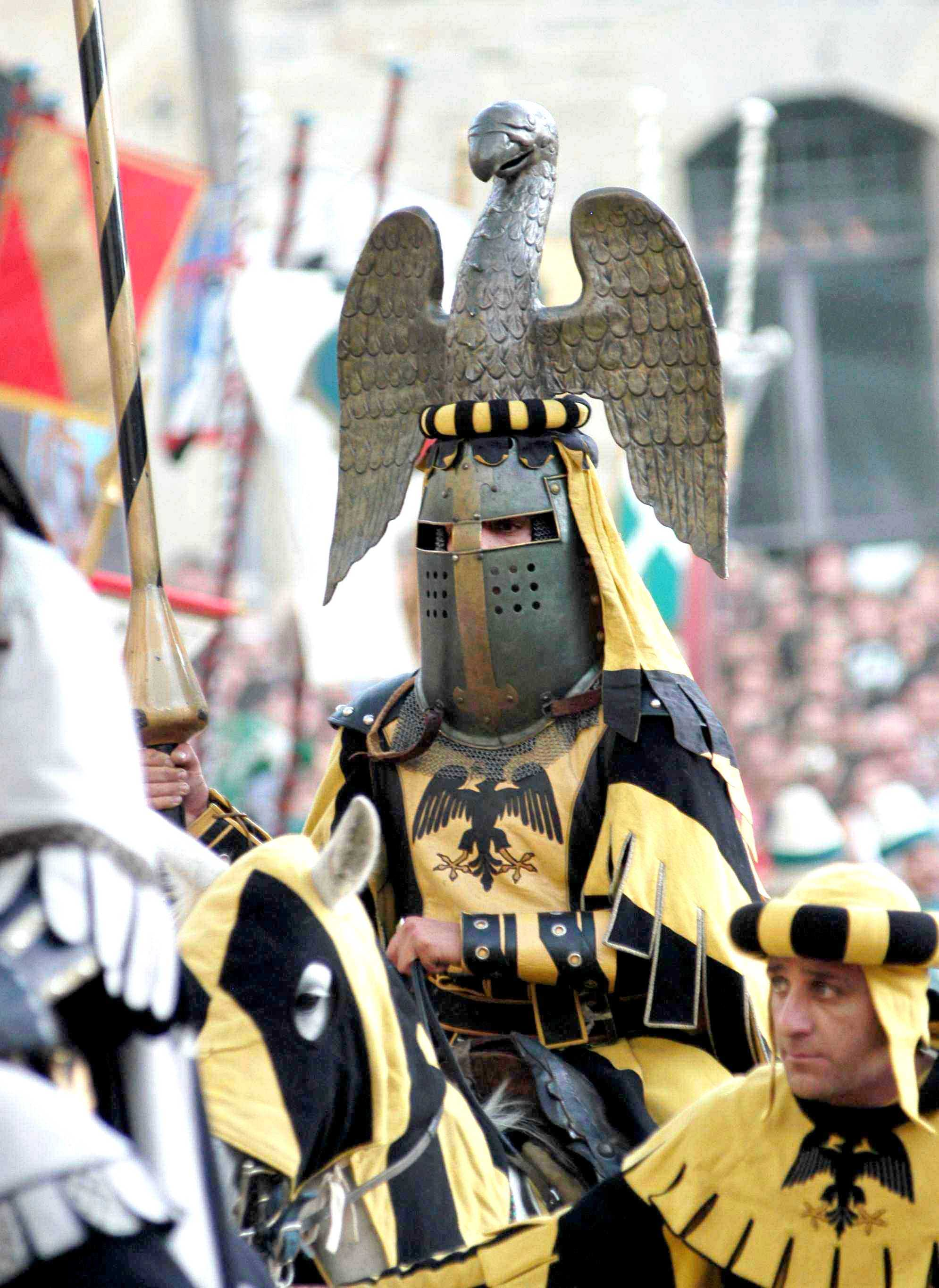
イタリアのアレッツォで開催される中世の馬上槍試合を模したサラセン人の馬上槍試合（英語版）での衣装
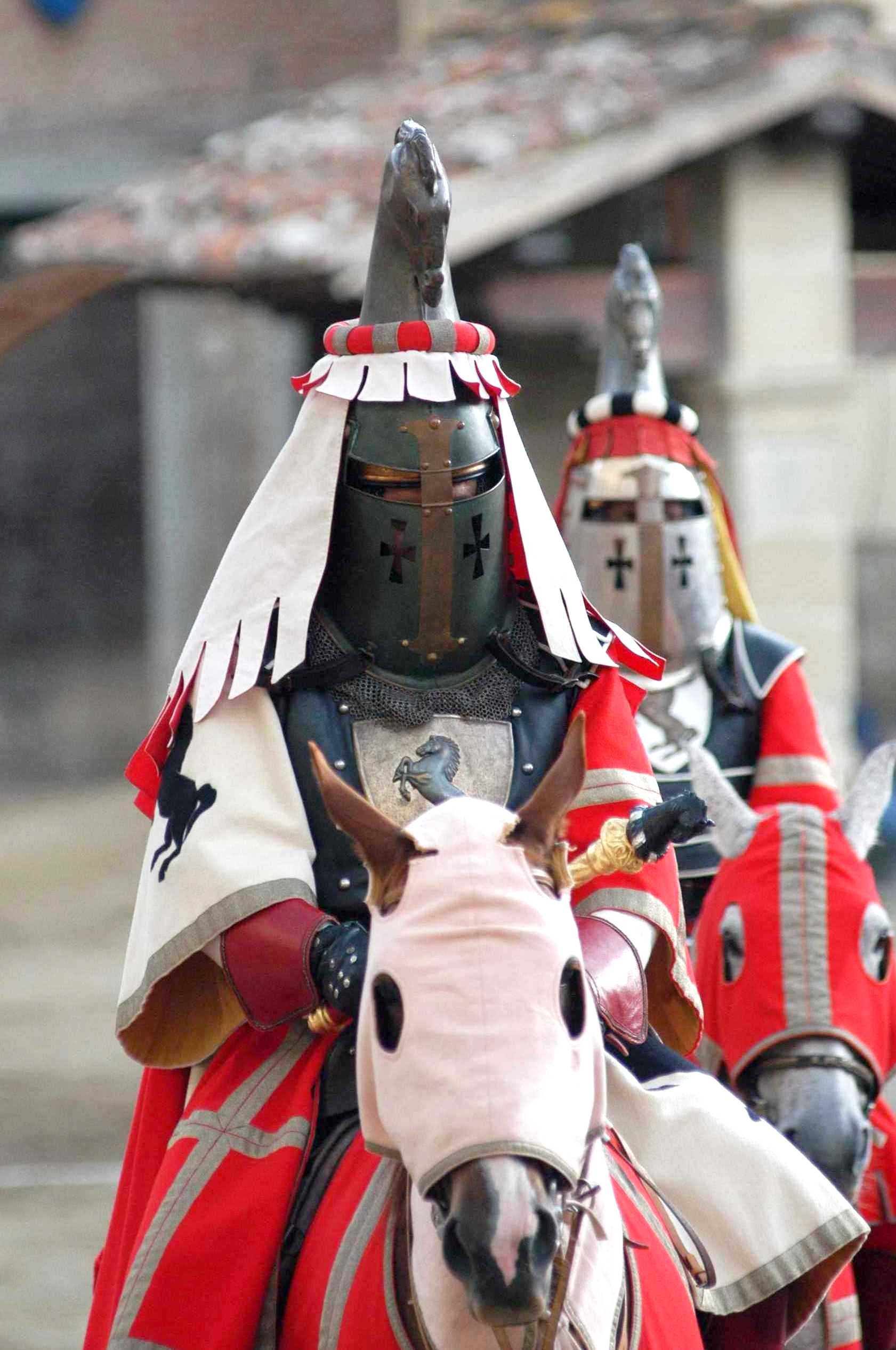
左同
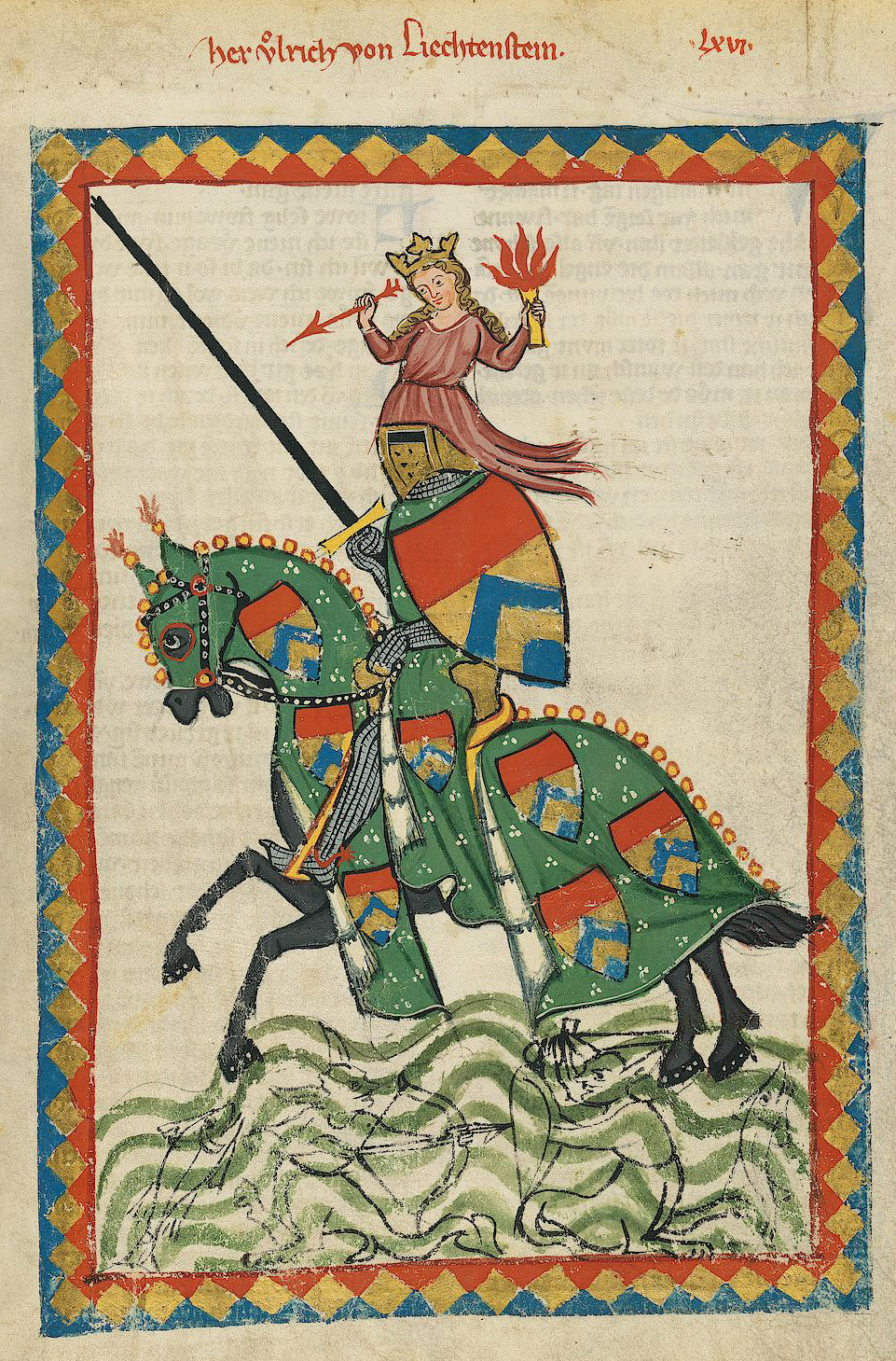
トーナメントに参加する騎士、マネッセ写本
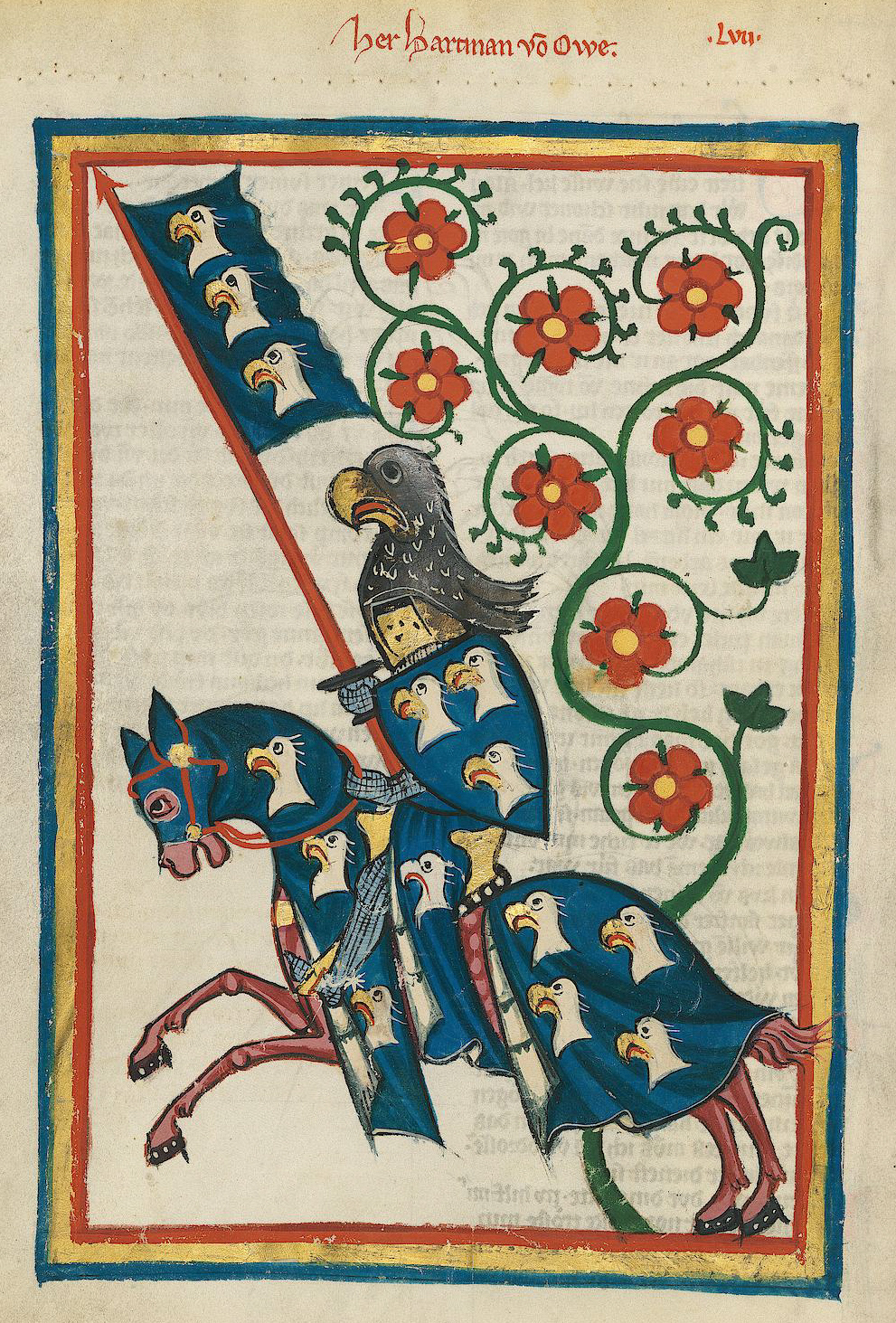
トーナメントに参加する騎士2、マネッセ写本
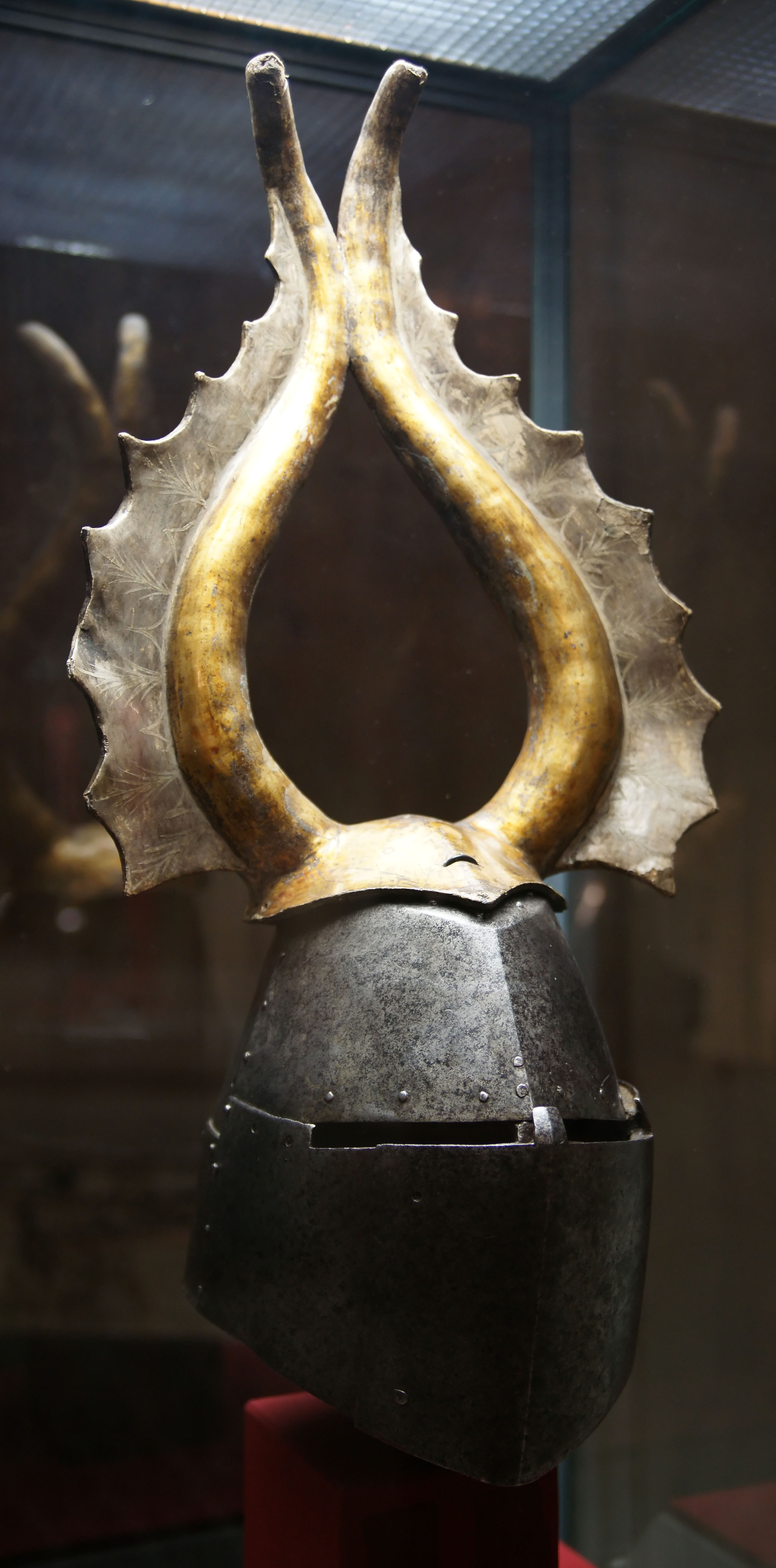
起源14世紀のオーストリア貴族アルベルト・フォン・プランクの兜
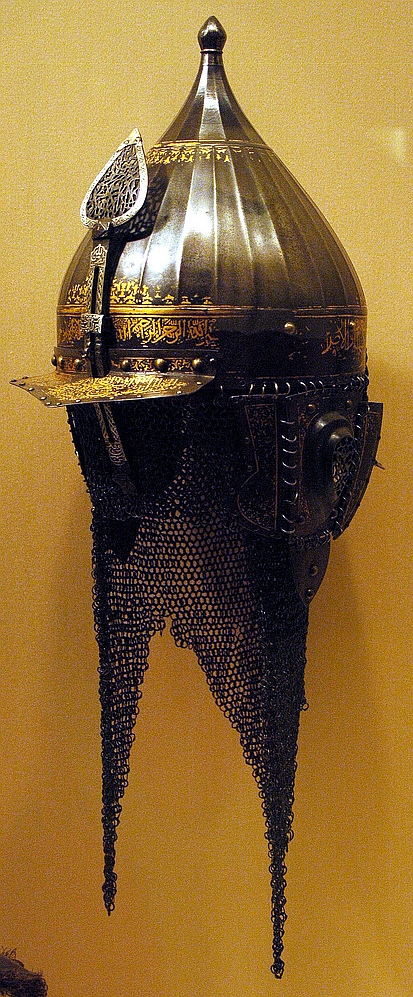
オスマン帝国の兜チチャク（çiçak）
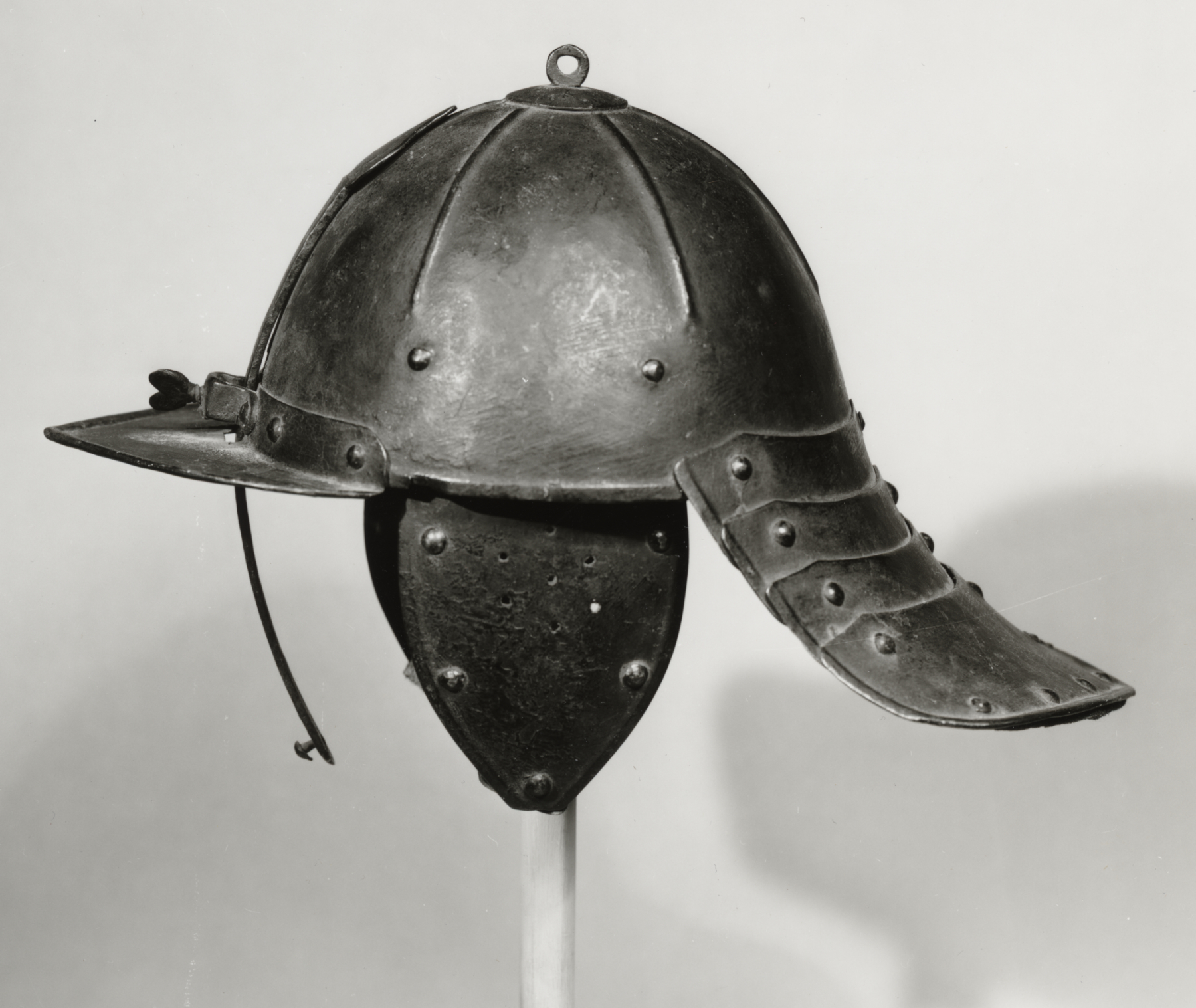
オスマン帝国の兜チチャクから発展して、ヨーロッパの騎兵を中心に広まった兜ツィシェッゲ（Zischägge, en:Lobster-tailed pot helmet）
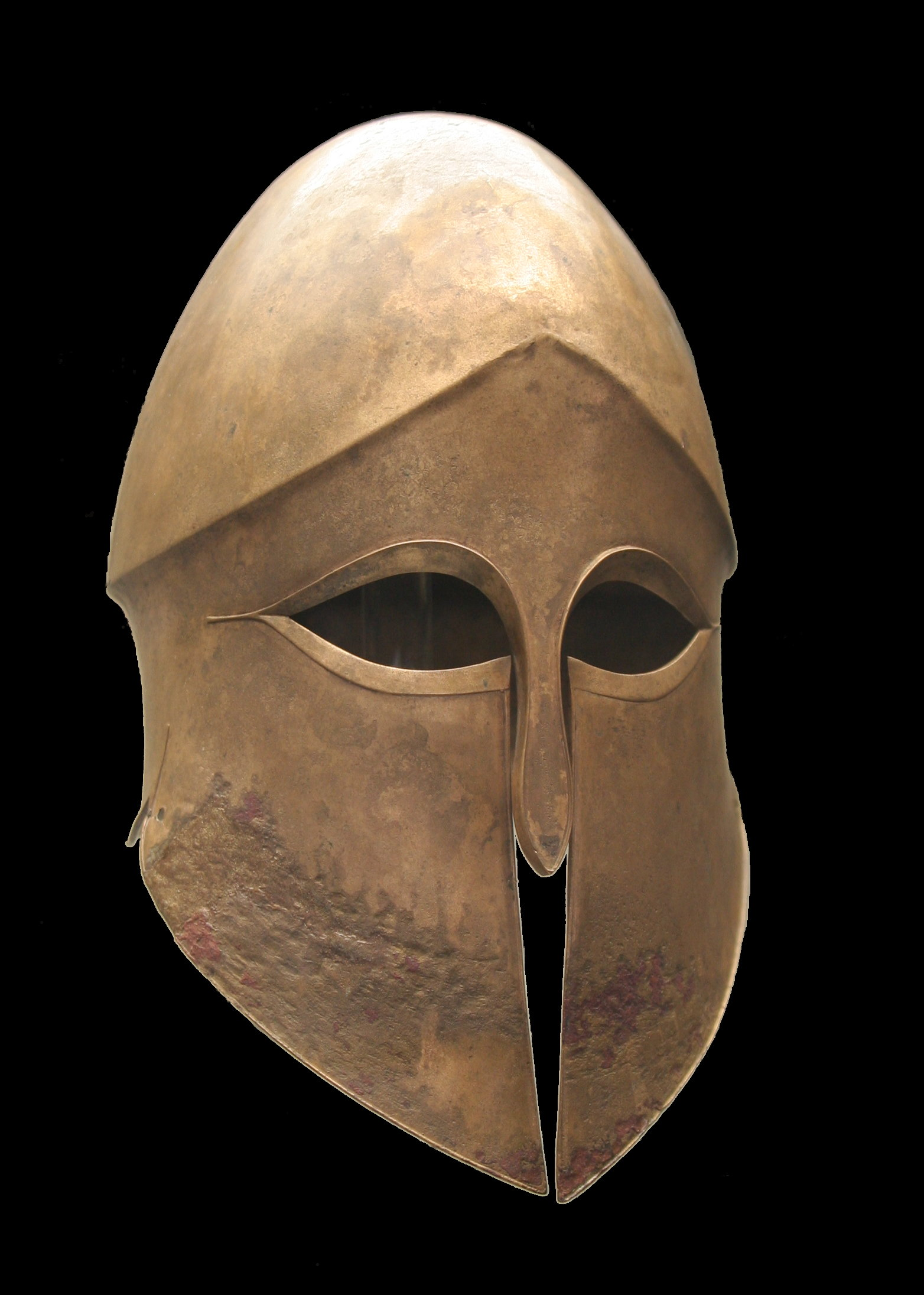
紀元前500年ごろの青銅製コリント式ヘルメット（英語版）
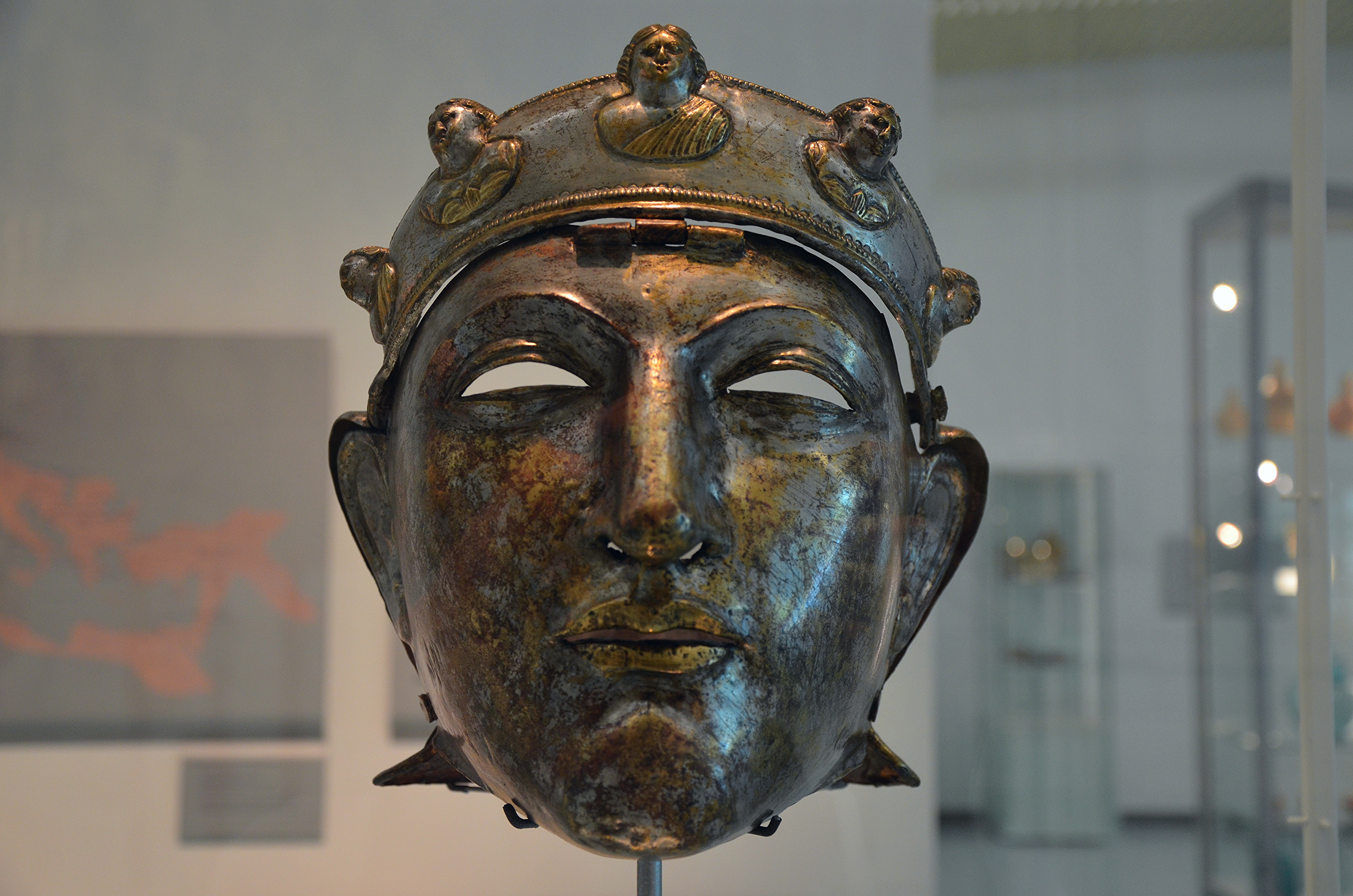
1世紀ごろのナイメーヘンの騎兵兜
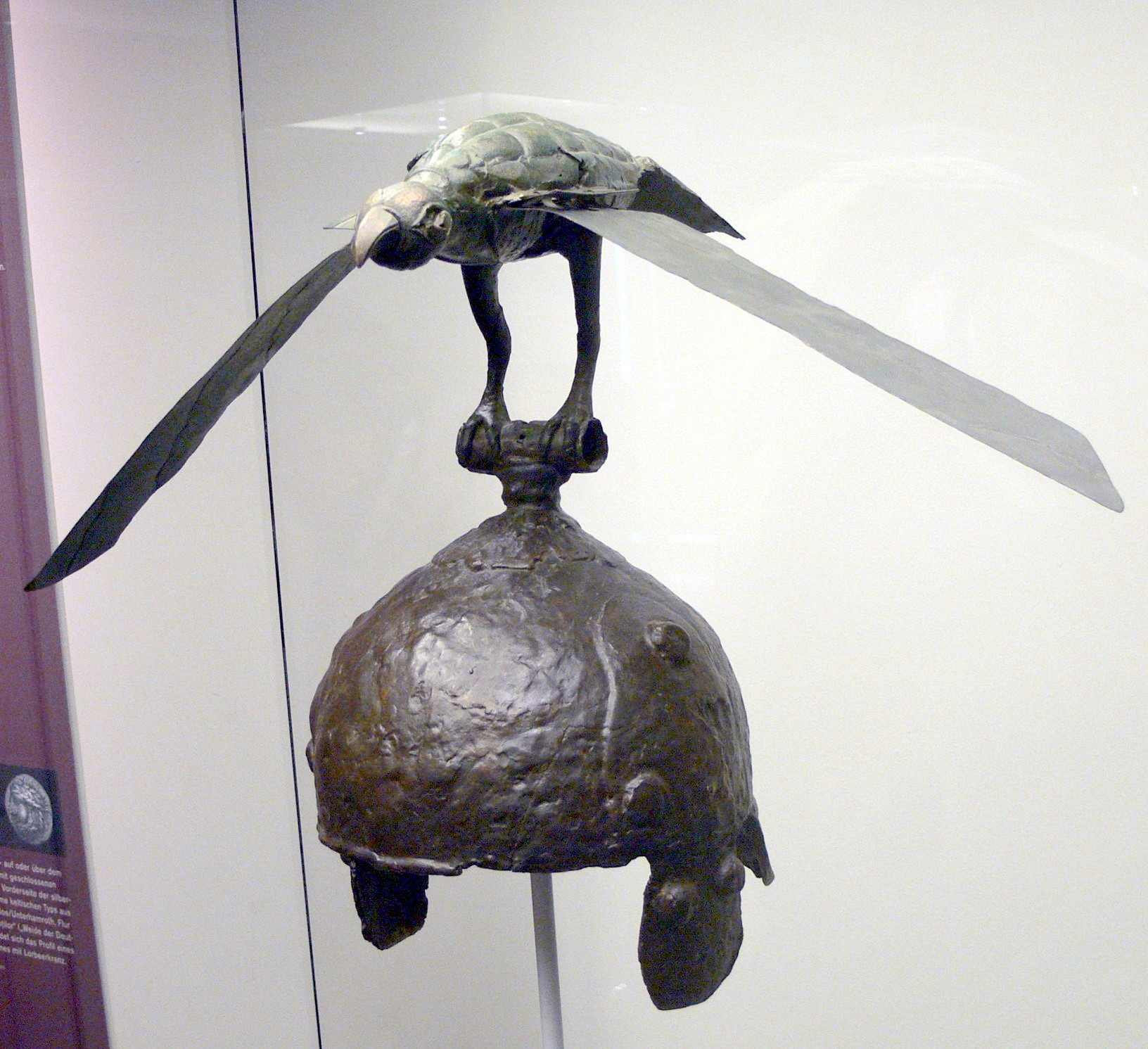
紀元前3世紀のケルトの兜
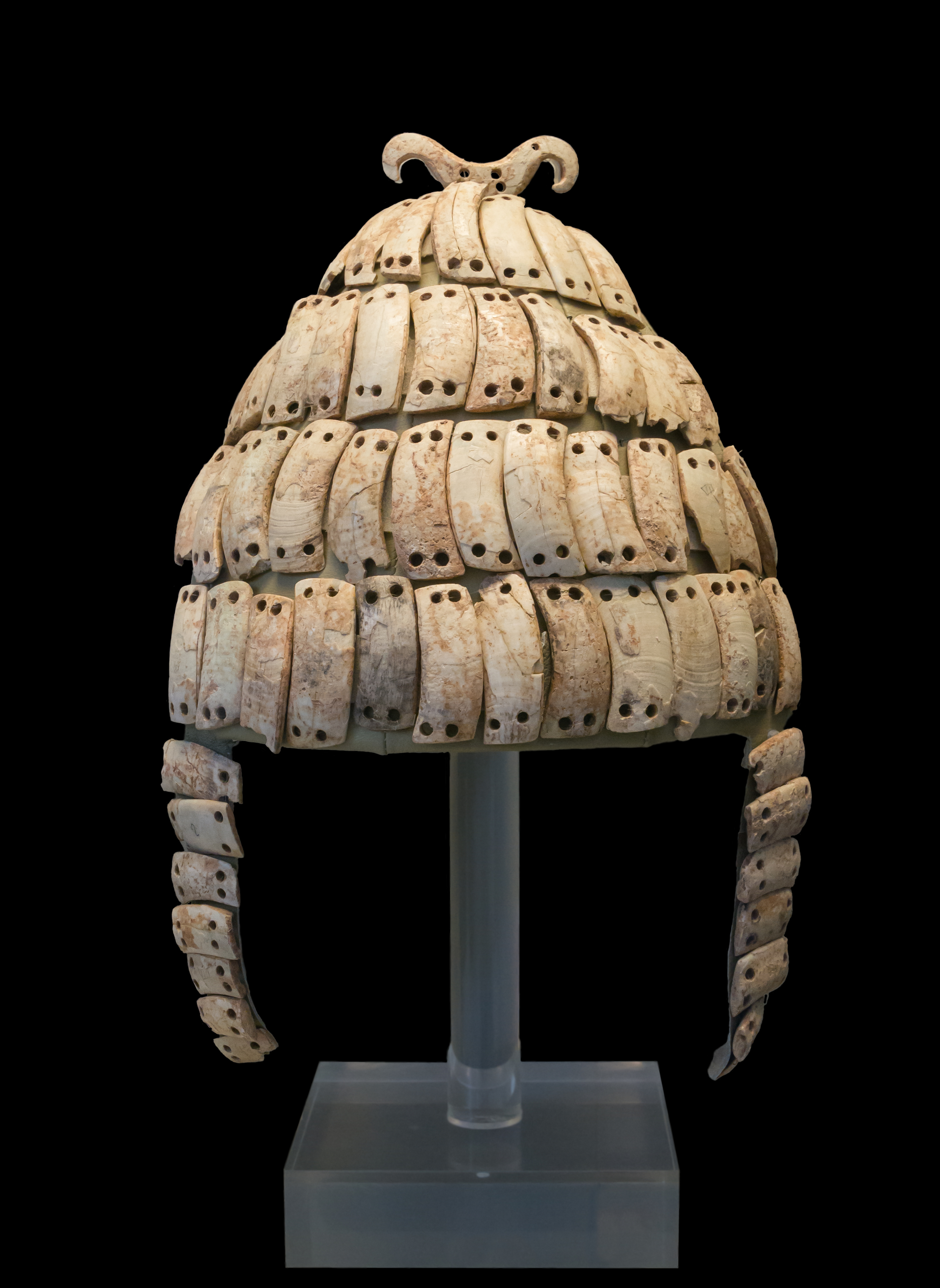
紀元前17世紀の猪の牙や象牙を使用した兜
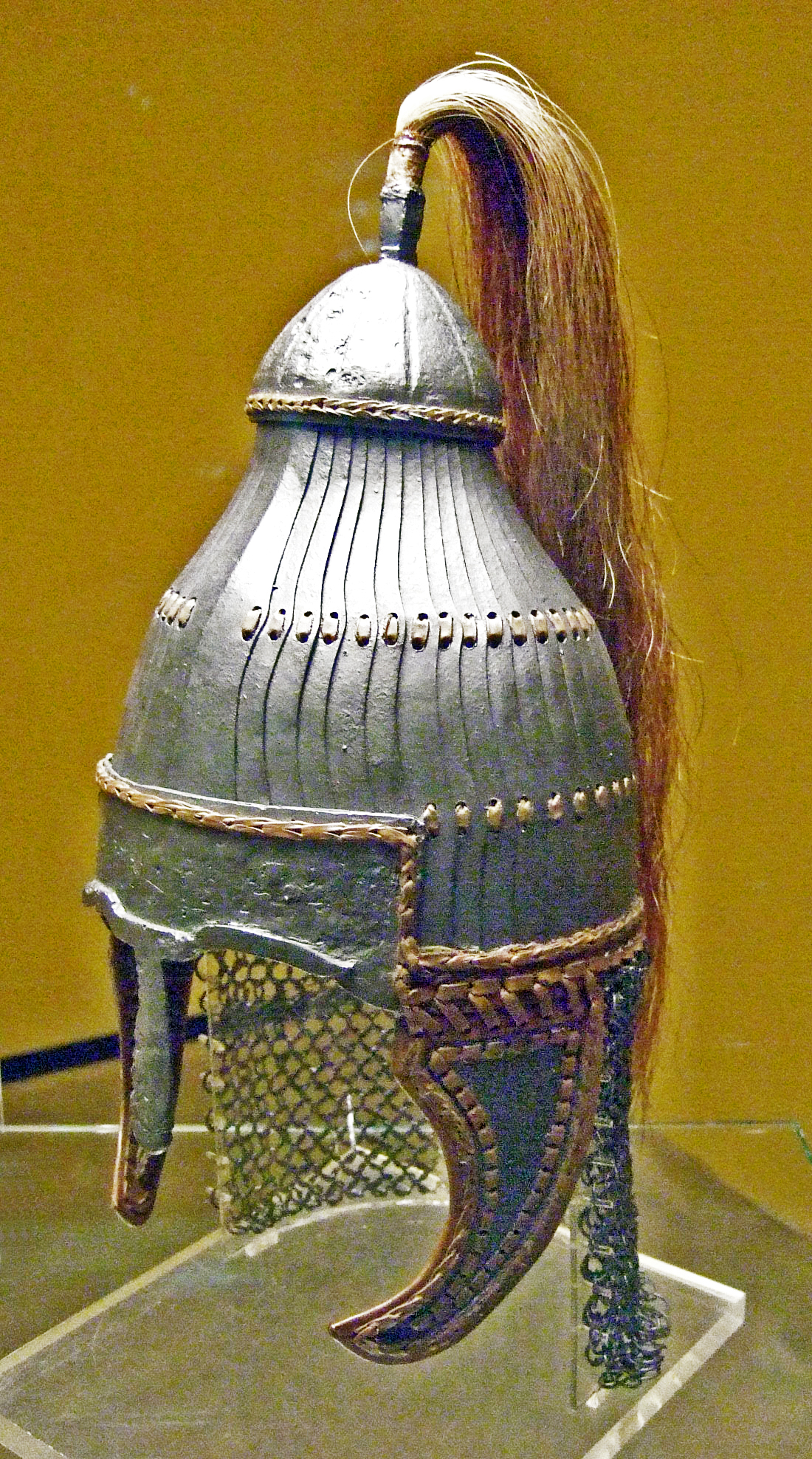
ラメラ―ヘルメット（英語版）